# Liste von Schmalspurbahnen
Dies ist eine Liste von Schmalspurbahnen. Die Liste ist beispielhaft und kann nur einen Abriss von existierenden und stillgelegten Strecken aufzeigen.

## Europa

### Deutschland
In Deutschland hatten Schmalspurbahnen ihre große Zeit ab den 1880er Jahren bis zur Entwicklung des Lastkraftwagens. Sie waren als Feldbahnen oder Waldbahnen in großer Zahl im Einsatz. In den Gebirgen, wie zum Beispiel im Harz oder Erzgebirge, kamen sie wegen schwieriger Geländebedingungen zum Einsatz. Große Schmalspurnetze bestanden in Sachsen (Mügelner Netz), Schlesien (Oberschlesische Schmalspurbahn) und Ostpreußen (Insterburger Kleinbahnen). Vereinzelt schon vor dem Zweiten Weltkrieg wurden in Deutschland Schmalspurstrecken stillgelegt und abgebaut. Im Sommer 1945 wurden von der Sowjetunion als Reparationsleistung bis zum September 1945 auf den vorpommerschen Klein- und Nebenbahnen 435,28 km Schmalspurstrecken abgebaut. Später wurden dann viele Schmalspurstrecken in Deutschland stillgelegt und abgebaut, zunächst vor allem in der Bundesrepublik, ab ca. 1960 auch zunehmend in der DDR. Die wenigen verbliebenen Schmalspurbahnen in Deutschland dienen heute meist touristischen Zwecken oder als Museumsbahnen.

#### Baden-Württemberg

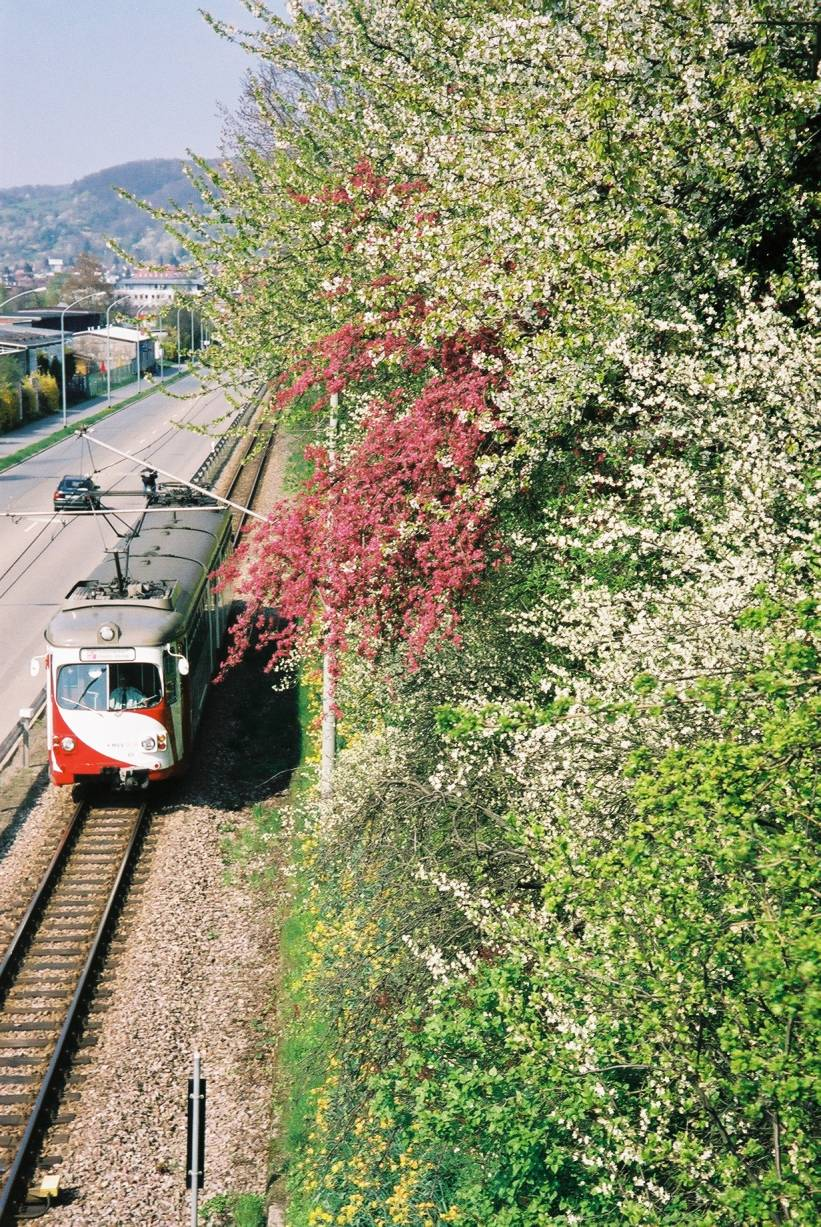
Zug auf der OEG-Bahnstrecke Weinheim–Heidelberg

- Öchsle – Museumsschmalspurstrecke Warthausen–Ochsenhausen; 750 mm
- Härtsfeldbahn – Aalen–Dillingen/Donau; 1000 mm, 1972 stillgelegt; Museumsbetrieb auf Teilstrecke
- Jagsttalbahn – Möckmühl – Dörzbach; 750 mm, Museumsbetrieb im Aufbau
- Albbähnle – Amstetten (Württemberg) – Laichingen; 1000 mm, 1985 stillgelegt, Teilstück Amstetten – Oppingen heute Museumsbahn
- Filderbahn; 1000 mm, von Möhringen nach Vaihingen, Hohenheim, Degerloch, und Neuhausen auf den Fildern bzw. Leinfelden-Echterdingen; 1000 mm, bis 1990 zur normalspurigen Straßenbahn umgebaut
- Killesbergbahn Stuttgart (Parkeisenbahn); 381 mm
- Federseebahn Bad Schussenried – Riedlingen; 750 mm, 1964 stillgelegt
- Mittelbadische Eisenbahnen; 1000 mm, bis 1973 auf Normalspur umgebaut bzw. stillgelegt
- Oberrheinische Eisenbahn-Gesellschaft: Strecken zwischen Mannheim, Heidelberg und Weinheim sowie nach Heddesheim; 1000 mm, elektrifiziert, straßenbahnähnlicher Betrieb
- Odenwaldexpress – Mosbach–Mudau; 1000 mm, 1973 stillgelegt
- Bottwartalbahn – Heilbronn-Süd–Marbach am Neckar; 750 mm, 1968 stillgelegt; 2024 Reaktivierung beschlossen
- Zabergäubahn – Lauffen am Neckar–Leonbronn; 750 mm, 1964/1965 auf Normalspur umgebaut, 1994 stillgelegt
- Schmalspurbahn Nagold–Altensteig („Altensteigerle“); 1000 mm, 1967 stillgelegt
- Bahnstrecke Zell im Wiesental–Todtnau; 1000 mm, 1967 stillgelegt
- Lokalbahn Rhein–Ettenheimmünster, 1922/1927 auf Normalspur umgespurt
- Schlossgartenbahn Karlsruhe; 600 mm
- Zahnradbahn des Hüttenwerks Wasseralfingen

#### Bayern
- Bayerische Zugspitzbahn von Garmisch-Partenkirchen zur Zugspitze; 1000 mm, Zahnradbahn
- Chiemsee-Bahn von Prien nach Stock; 1000 mm
- Kleinbahn Wallersdorf–Münchshöfen; 1000 mm, 1949 stillgelegt
- Nebenbahn Eichstätt-Kinding; 1000 mm, 1934 auf Normalspur umgebaut
- Neuhauser Bockerlbahn; 600 mm, 1922 stillgelegt
- Spiegelauer Waldbahn; 600 mm, 1960 stillgelegt
- Staatliche Waldbahn Ruhpolding–Reit im Winkl; 1000 mm, 1940 abgebaut
- Straßenbahn Augsburg; 1000 mm
- Straßenbahn Würzburg; 1000 mm
- Straßenbahnen Neuötting/Altötting, Bamberg, Hof, Landshut, Neu-Ulm, Regensburg und Schweinfurt; 1000 mm, stillgelegt
- Wachtlbahn von Kiefersfelden zum Gasthof Wachtl / Tirol; 900 mm
- Walhallabahn von Regensburg nach Donaustauf; 1000 mm, 1968 stillgelegt
- Wendelsteinbahn von Brannenburg zum Wendelstein; 1000 mm, Zahnradbahn
- Zwieselauer Waldbahn; 600 mm, 1958 stillgelegt

#### Berlin
- Berliner Parkeisenbahn; 600 mm
- Britzer Museumsbahn; 600 mm

#### Brandenburg
- Cottbuser Parkeisenbahn; 600 mm, in Betrieb
- Pollo; 750 mm
- Spreewaldbahn („Bimmelguste“) von Lübben über Burg (Spreewald) nach Cottbus; 1000 mm, eingestellt
- Kreisbahn Rathenow-Senzke-Nauen; 750 mm, eingestellt
- Glöwen-Havelberg; 750 mm, eingestellt
- Jüterbog-Luckenwalder Kreiskleinbahnen (JLKB, „Märkische Bähnle“); 750 mm, eingestellt

#### Hessen
- Eichenberger Waldbahn; 600 mm
- Frankfurter Feldbahnmuseum; 600 mm
- Kinderstraßenbahn Frankfurt am Main; 400 mm
- Bad Schwalbacher Kurbahn; 600 mm
- Bad Orber Kleinbahn; stillgelegte Normalspurstrecke, 2002 reaktiviert als Schmalspurbahn
- Braunfelser Ernstbahn; 800 mm, stillgelegt
- Biebertalbahn; 1000 mm, stillgelegt und abgebaut
- Feld und Grubenbahnmuseum Fortuna in Solms-Oberbiel bei Wetzlar; 600 mm
- Spessartbahn; 900 mm, stillgelegt

#### Mecklenburg-Vorpommern

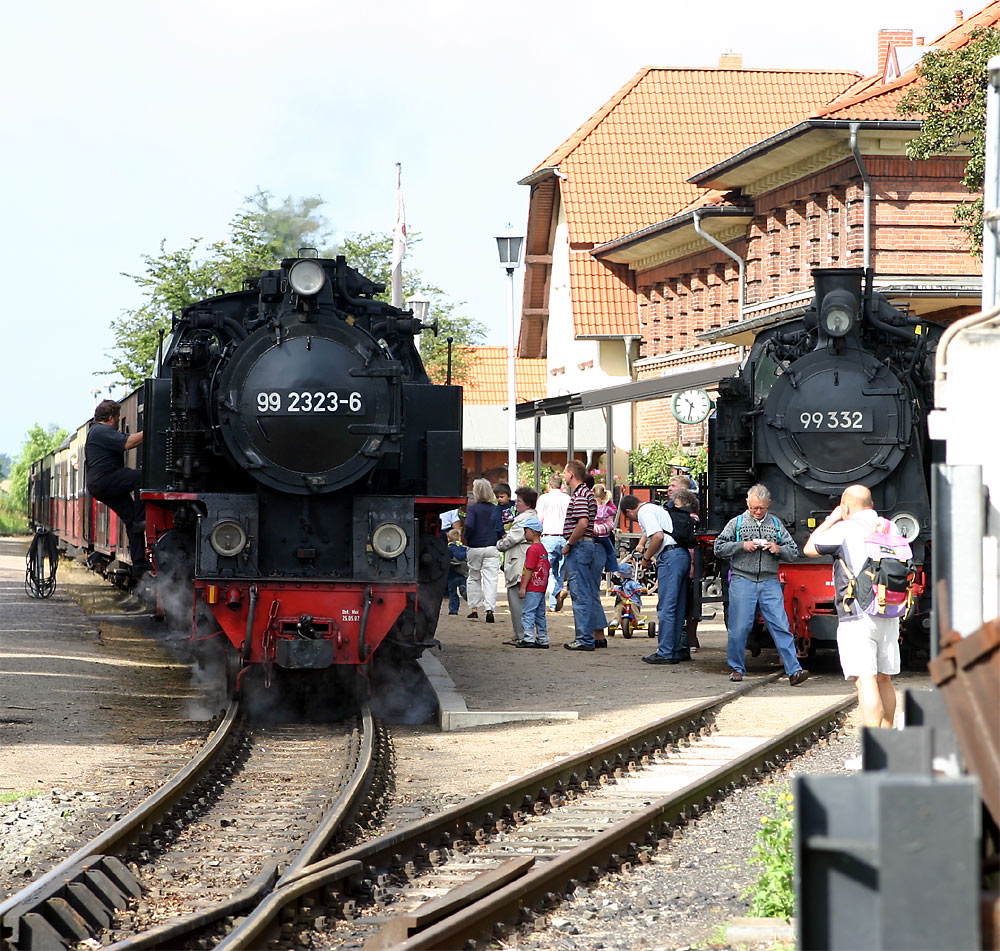
Molli in Kühlungsborn

- Bäderbahn Molli von Bad Doberan nach Kühlungsborn; 900 mm
- Rügensche Kleinbahn („Rasender Roland“); 750 mm, auf Insel Rügen
- Mecklenburg-Pommersche Schmalspurbahn (MPSB); 600 mm, 1969 eingestellt, Museumsbetrieb
- Demminer Bahnen; 750 mm, demontiert
- Franzburger Kreisbahnen; 1000 mm, bis 1971 stillgelegt
- Rübenbahn Neubukow Ow – Blengow – Bastorf; 900 mm, 1946 demontiert

#### Niedersachsen
- Borkum (Borkumer Kleinbahn); 900 mm
- Baltrum; 600 mm, Güterverkehr von 1949 bis 1985, heute abgebaut
- Burgsittensen Moorbahn Burgsittensen; 600 mm
- Langeoog; 1000 mm
- Juist; 1000 mm, von 1896 bis 1982, heute abgebaut
- Spiekeroog (Spiekerooger Inselbahn); 1000 mm, heute Museumsbetrieb
- Wangerooge (Wangerooger Inselbahn); 1000 mm, von SIW[2] der DB Fernverkehr AG betrieben
- Kreisbahn Emden–Pewsum–Greetsiel; 1000 mm
- Kreisbahn Aurich; 1000 mm
- Hümmlinger Kreisbahn; 750 mm, 1957 auf Normalspur umgespurt
- Kreisbahn Cloppenburg; 750 mm
- Kleinbahn Lingen–Berge–Quakenbrück; 750 mm, 1952 stillgelegt und abgebaut
- Kleinbahn Ocholt – Westerstede; 750 mm
- Kleinbahn Hoya – Syke – Asendorf, ab 1963 Verkehrsbetriebe Grafschaft Hoya GmbH (VGH); 1000 mm, Hoya – Syke 1963/1966 auf Normalspur umgespurt, Bruchhausen-Vilsen – Asendorf noch in Schmalspur als Museumseisenbahn in Betrieb.
- Kehdinger Kreisbahn; 1000 mm
- Kleinbahn Bremen–Tarmstedt; 1000 mm, stillgelegt und abgebaut
- Bleckeder Kreisbahn; 750 mm
- Steinhuder Meer-Bahn StMB; 1000 mm
- Bahnstrecke Osterode–Kreiensen; 750 mm
- Gartetalbahn Göttingen – Duderstadt; 750 mm
- Schmalspurbahn Walkenried–Braunlage/Tanne: 1000 mm
- Böhmetal-Kleinbahn Altenboitzen–Vorwalsrode: 600 mm

#### Nordrhein-Westfalen
- Selfkantbahn – Schmalspurbahn im Kreis Heinsberg, letzter Streckenabschnitt der Geilenkirchener Kreisbahn (GKB); 1000 mm
- Feld- und Werksbahnmuseum Oekoven in Rommerskirchen-Oekoven (Rhein-Kreis Neuss); 600 mm, Museumsbahn
- Drachenfelsbahn, Zahnradbahn; 1000 mm, 1883, in Betrieb
- Petersbergbahn, Zahnradbahn; 1000 mm, 1889–1958, abgebaut, Brücke, Lokschuppen und wenige Meter Gleisreste vorhanden
- Schmalspur-Werkbahn der Westfalenhütte (Hoesch AG); 800 mm, 1871–1987, abgebaut, wenige Meter Gleisreste vorhanden
- Dürener Eisenbahn; 1000 mm, stillgelegt
- Märkische Museums-Eisenbahn e. V. (MME) – Sauerländer Kleinbahn, Museumseisenbahn im Elsetal, Herscheid-Hüinghausen – Köbbinghauser-Hammer; 1000 mm
- Iserlohner Kreisbahn; 1000 mm, 1900–1964
- Bröltalbahn; 785 mm, erste Schmalspurbahn Deutschlands
- Heisterbacher Talbahn; 750 mm, 1891–1950
- Kleinbahn Haspe–Voerde–Breckerfeld; 1000 mm, 1963 stillgelegt
- Hohenlimburger Kleinbahn; 1000 mm, 1983 eingestellt
- Tecklenburger Nordbahn; 1000 mm, 1935 auf Normalspur umgespurt
- Leppetalbahn (Engelskirchen-Marienheider Eisenbahn); 1000 mm, 1958 stillgelegt
- Herforder Kleinbahn; 1000 mm, 1966 stillgelegt
- Bielefelder Kreisbahnen; 1000 mm, stillgelegt
- Stadtbahn Bielefeld; 1000 mm
- Dampf-Kleinbahn Mühlenstroth; 600 mm
- Euskirchener Kreisbahnen; 1000 mm, stillgelegt
- Plettenberger Kleinbahn (Plettenberger Straßenbahn AG); 1000 mm, stillgelegt
- Kreis Altenaer Eisenbahn; 1000 mm, stillgelegt
- Kleinbahn Steinhelle–Medebach; 750 mm, 1953 stillgelegt
- Straßenbahn Bochum-Gelsenkirchen, Bogestra; 1000 mm
- Straßenbahn Essen; 1000 mm, lediglich 3 U-Bahn-Linien fahren auf Normalspur
- Straßenbahn Krefeld; 1000 mm, 2 U-Bahn-Linien der Düsseldorfer Rheinbahn fahren auf Normalspur
- Ronsdorf-Müngstener Eisenbahn; 1000 mm, stillgelegt

#### Rheinland-Pfalz
- Brohltalbahn („Vulkan-Express“): Brohl (Rhein) – Engeln; 1000 mm
- Kreuznacher Kleinbahnen; 750 mm, stillgelegt und abgebaut
- Kreuznacher Straßen- und Vorortbahnen; 1000 mm, stillgelegt und abgebaut
- Ludwigshafener Lokalbahnen
  - Bahnstrecke Ludwigshafen–Meckenheim; 1000 mm, stillgelegt und abgebaut
  - Lokalbahn Ludwigshafen–Frankenthal; 1000 mm, stillgelegt und abgebaut
  - Lokalbahn Frankenthal–Großkarlbach; 1000 mm, stillgelegt und abgebaut
- Nassauische Kleinbahn; 1000 mm, stillgelegt und abgebaut
- Pfälzer Oberlandbahn („Die Schneck“): Neustadt an der Weinstraße – Landau in der Pfalz; 1000 mm, stillgelegt und abgebaut
- Rhein-Haardtbahn: Bad Dürkheim – Ludwigshafen am Rhein; 1000 mm
- Straßenbahn Idar-Oberstein; 1000 mm, stillgelegt und abgebaut
- Straßenbahn Mainz; 1000 mm
- Straßenbahn Mannheim/Ludwigshafen; 1000 mm
- Stumpfwaldbahn; 600 mm, Museumsbahn

#### Sachsen

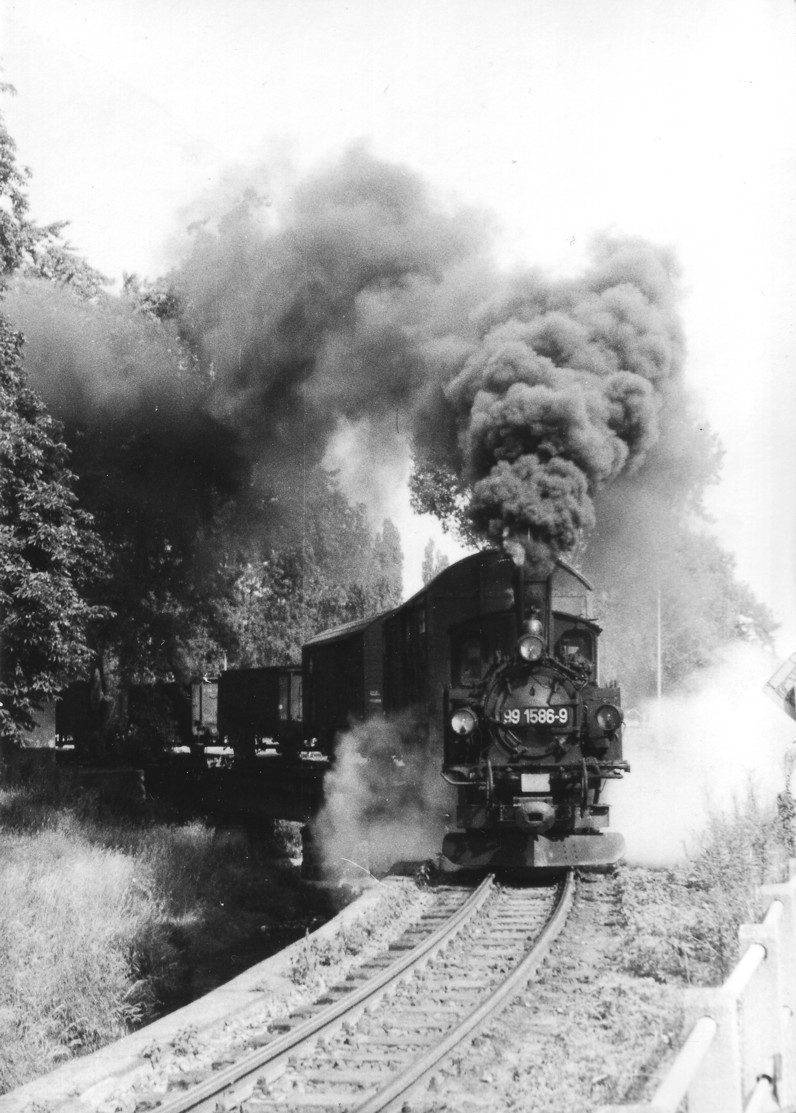
Döllnitzbahn (1988)

- Chemnitzer Verkehrs-Aktiengesellschaft; 915 mm, ab 1958 Umspurung der Straßenbahn Chemnitz auf Normalspur
- Fichtelbergbahn Cranzahl – Kurort Oberwiesenthal; 750 mm
- Preßnitztalbahn Wolkenstein – Jöhstadt; 750 mm, 1986 stillgelegt, auf Teilstrecke Steinbach – Jöhstadt heute Museumsbahn
- Lößnitzgrundbahn Radebeul Ost – Radeburg; 750 mm
- Döllnitzbahn („Wilder Robert“), Oschatz – Mügeln – Nebitzschen – Kemmlitz/Glossen; 750 mm
- Weißeritztalbahn Freital-Hainsberg – Kurort Kipsdorf; 750 mm
- Waldeisenbahn Muskau – Weißwasser nach Kromlau und Bad Muskau; größte Anlage in 600 mm Spurweite im heutigen Deutschland
- Zittauer Schmalspurbahn – Zittau – Bertsdorf – Oybin / Bertsdorf – Jonsdorf; 750 mm
- Müglitztalbahn Heidenau – Altenberg; 750 mm, 1935–1938 auf Normalspur umgebaut und dazu oft neu trassiert
- Mügelner Schmalspurnetz: einstige Ausdehnung 110 Kilometer, ein Bestandteil ist die heutige Döllnitzbahn, 750 mm, Oschatz–Mügeln–Kemmlitz
- Thumer Schmalspurnetz: 750 mm, bis 1976 stillgelegt, Wilischthal–Thum/Schönfeld-Wiesa–Meinersdorf
- Wilsdruffer Schmalspurnetz: 750 mm, stillgelegt von 1966 bis 1972, Schmalspurbahn Wilsdruff–Gärtitz
- Schmalspurbahn Wilkau-Haßlau–Carlsfeld, 750 mm, von 1973 bis 1976 stillgelegt, teilweise Wiederaufbau zur Museumsbahn Schönheide–Stützengrün
- Schmalspurbahn Grünstädtel–Oberrittersgrün, 750 mm, 1971 stillgelegt, der Endbahnhof Oberrittersgrün ist seit 1977 ein Schmalspurbahn-Museum
- Parkeisenbahn Friedrichsgrün – Reinsdorf; 600 mm
- Parkeisenbahn Plauen in Plauen; 600 mm
- Parkeisenbahn Chemnitz in Chemnitz; 600 mm
- Parkeisenbahn Görlitz in Görlitz; 600 mm
- Parkeisenbahn Dresden in Dresden, Großer Garten; 381 mm
- Parkeisenbahn Auensee in Leipzig, Auensee; 381 mm

#### Sachsen-Anhalt
- Harzer Schmalspurbahnen, Wernigerode – Nordhausen/Brocken und Quedlinburg – Gernrode – Harzgerode/Hasselfelde/Eisfelder Talmühle, 140 km, 1000 mm, eröffnet 1887–1905, in Betrieb,
- Schmalspurbahn Walkenried–Braunlage/Tanne, (Brunnenbachsmühle) – Sorge – Tanne (siehe auch Niedersachsen), 5 km, 1000 mm, eröffnet 1899, stillgelegt 1945–1958,
- Kleinbahnen des Kreises Jerichow I, Burg – Lübars/Magdeburgerforth – Ziesar und Magdeburgerforth – Lübars – Loburg – Gommern, 101 km, 750 mm, eröffnet 1896–1903, stillgelegt 1960–65, Museumsbahn in Magdeburgerforth, 1 km, in Betrieb
- Kleinbahn Gommern–Pretzien, 12 km, 750 mm, eröffnet 1886, stillgelegt 1976,
- Dessau-Radegast-Köthener Bahn, Dessau – Radegast – Zörbig/Osterköthen, 43 km, eröffnet 1897/98, stillgelegt 1938–1946,
- Mansfelder Bergwerksbahn, älteste betriebsfähige Schmalspurbahn Deutschlands, ehem. Werksbahnnetz, Museumsbahn zwischen Benndorf und Hettstedt, 11 km, in Betrieb,
- Elektrische Kleinbahn Mansfeld, Hettstedt – Helfta, 31 km, 1000 mm, eröffnet 1900, stillgelegt 1922,
- Industriebahn Halle (Saale), Halle (Saale) Industriebahnhof – Maschinenfabrik, 1 km, 1000 m, eröffnet 1895, stillgelegt 1991,
- Pfännerschaftliche Kohlebahn, Halle (Saale) – Zscherben, 5 km, 900 mm, eröffnet 1875, stillgelegt,
- Tollwitz-Dürrenberger Eisenbahn, Tollwitz – Saline Dürrenberg, 4,39 km Werkbahn, eröffnet 15. September 1836, Spurweite 585 mm, stillgelegt 1. August 1935, bis 1963 im Salinegelände noch als Werkbahn genutzt, erster deutscher Eisenbahntunnel

#### Schleswig-Holstein
Das nördlichste Bundesland hat die Bahnen auf Amrum (900 mm) und Sylt (Meterspur) längst verloren. Nach dem Bau der Flensburger Kreisbahn entwickelten sich rasch schmalspurige Kreisbahnnetze in den damaligen Kreisen Eckernförde, Rendsburg und Norderdithmarschen, die ebenfalls der Vergangenheit angehören. Mit der Abtretung Nordschleswigs 1920 gingen auch die Kreisbahn auf Alsen, die Apenrader Kreisbahn und die Haderslebener Kreisbahn an Dänemark und wurden später stillgelegt. Die heute noch betriebene Strecke Niebüll–Dagebüll wurde 1895 als 1000-mm-Bahn eröffnet und 1926 auf Normalspur umgespurt.
An der Nordseeküste sind noch zwei schmalspurige Materialbahnen des Amtes für ländliche Räume (ALR) zu den Halligen Nordstrandischmoor (Feldbahngleis) sowie Oland und Langeneß (900 mm) sind noch in Betrieb.
Außerdem bestehen noch weitere Feldbahnen mit 600 mm Spurweite. Hierzu zählen die Buchhorster Waldbahn, die Feldbahn des Eisenbahnmuseums in Aumühle und die Oskar-Alexander Kurbahn in Bad Bramstedt.

#### Thüringen
- Ferienlandeisenbahn Crispendorf, 600 mm, ehemals Ferienlagerbahn der SDAG Wismut
- Parkeisenbahn Gera, 600 mm
- Feldabahn in der Rhön (Dorndorf–Kaltennordheim); 1000 mm, 1934 auf Normalspur umgebaut
- Feldabahn; Bad Salzungen – Vacha im Werratal; 1000 mm, 1906 auf Normalspur umgebaut
- Feldbahn der Papierfabrik Blankenberg
- Eisfeld–Schönbrunn (Gründerla) im Thüringer Wald; 1000 mm, 1973 stillgelegt
- Heldburger Bahn im Grabfeld (Hildburghausen–Heldburg–Lindenau); 1000 mm, 1946 stillgelegt, da in der Nähe der innerdeutschen Grenze verlaufend
- Trusebahn im Thüringer Wald (Wernshausen–Trusetal); 750 mm, 1966 stillgelegt
- Gera-Meuselwitz-Wuitzer Eisenbahn in Ostthüringen (Gera-Pforten–Wuitz-Mumsdorf); 1000 mm, 1969 stillgelegt
- Weimar-Buttelstedt-Großrudestedter Eisenbahn im Thüringer Becken; 1000 mm, 1946 stillgelegt
- Teil der HSB bei Nordhausen

### Österreich
Die Österreichischen Schmalspurbahnen wurden aus militärischen Überlegungen fast ausschließlich in der Bosnischen Spurweite von 760 mm angelegt. Die Meterspur fand hauptsächlich bei straßenbahnähnlichen elektrischen Lokalbahnen und Zahnradbahnen Verwendung. Mehrere Strecken stehen heute noch als reguläre Träger des öffentlichen Verkehrs in Betrieb, auf einigen stillgelegten Strecken wurden Museumsbahnen errichtet.

#### Spurweite 1106 mm
- Pferdeeisenbahn Budweis–Linz–Gmunden: ab 1827 eröffnet

#### Spurweite 1000 mm
- Achenseebahn
- Attergaubahn

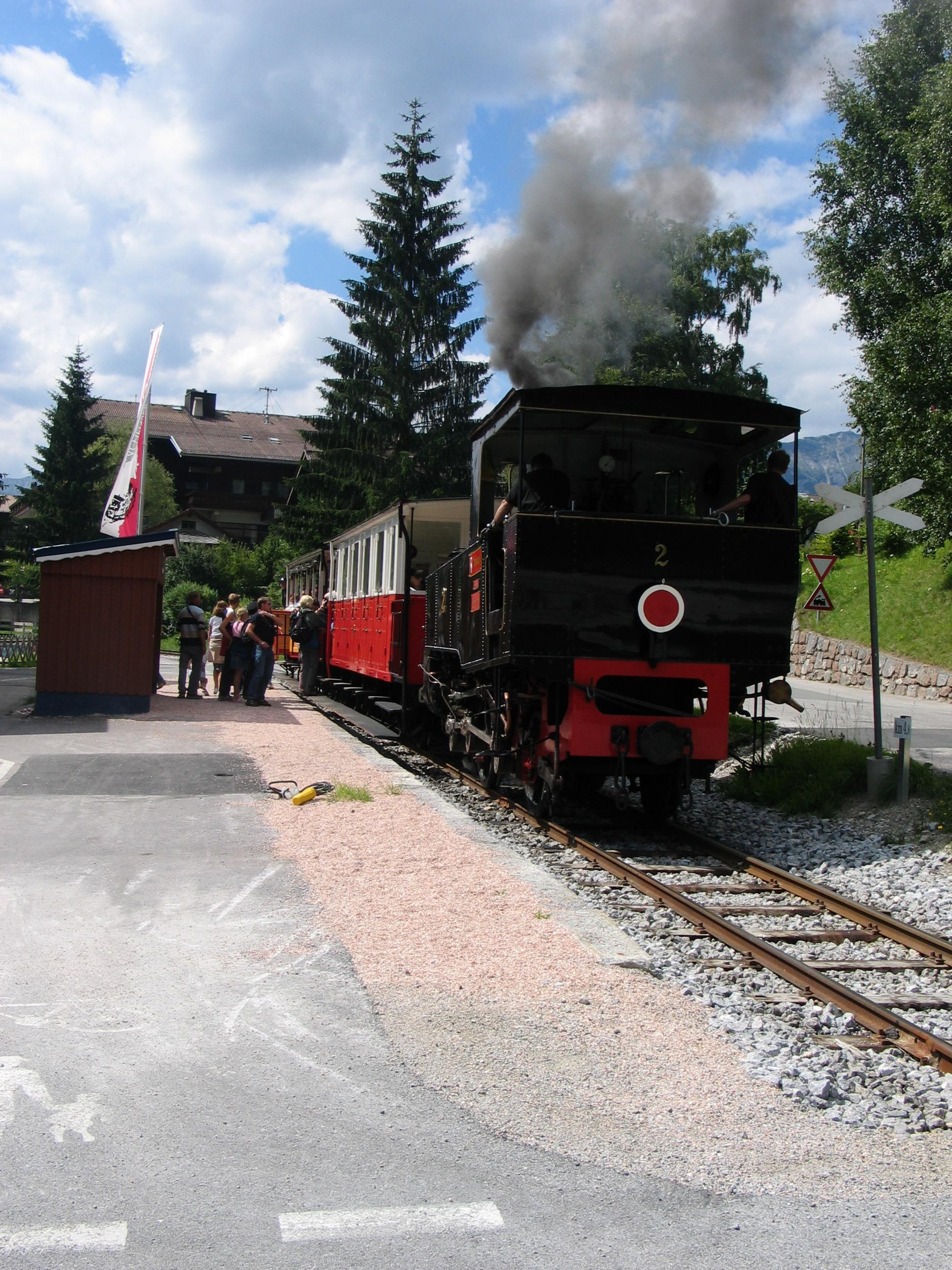
Achenseebahn

- Straßenbahn Dornbirn–Lustenau; stillgelegt
- Straßenbahn Gmunden
- Innsbrucker Mittelgebirgsbahn
- Lokalbahn Innsbruck–Hall in Tirol; stillgelegt
- Straßenbahn Innsbruck
- Lokalbahn Mödling–Hinterbrühl; stillgelegt
- Pöstlingbergbahn Linz; bis März 2008 meterspurig, danach durch Straßenbahn Linz in 900 mm Spurweite weiterbetrieben
- Schafbergbahn
- Schneebergbahn
- Stubaitalbahn
- Traunseebahn
- Elektrische Bahn Unterach–See am Mondsee; stillgelegt

#### Spurweite 900 mm
- Florianerbahn; stillgelegt
- Straßenbahn Linz
- Pöstlingbergbahn Linz; ab Juni 2009

#### Spurweite 800 mm
- Offenseebahn; stillgelegt, abgebaut, letzter Zug am 10. Juli 1954

#### Spurweite 760 mm
- Bregenzerwaldbahn; stillgelegt, teilweise Museumsbahn
- Feistritztalbahn; stillgelegt, teilweise Museumsbahn
- Gurktalbahn; stillgelegt, teilweise Museumsbahn
- Höllentalbahn (Payerbach – Hirschwang); Museumsbahn
- Lokalbahn Mixnitz–Sankt Erhard; nur Güterverkehr
- Lokalbahn Ober-Grafendorf–Gresten; stillgelegt, teilweise umgespurt, teilweise Museumsbahn
- Mariazellerbahn; nur Personenverkehr
- Murtalbahn und Taurachbahn; Taurachbahn nur Museumsbahn
- Pinzgauer Lokalbahn (Zell am See – Krimml)
- Salzkammergut-Lokalbahn (Salzburg – Bad Ischl); stillgelegt
- Stainzerbahn; Museumsbahn
- Steyrtalbahn; stillgelegt, teilweise Museumsbahn
- Thörlerbahn; stillgelegt
- Vellachtalbahn; 1971 stillgelegt
- Waldviertler Schmalspurbahnen; nur touristischer Personenverkehr
- Ybbstalbahn; teilweise Museumsbahn
- Ybbser Straßenbahn; 1953 stillgelegt
- Zillertalbahn

nicht öffentliche Betriebe (auszugsweise, alle stillgelegt):
- Waldbahn Deutschlandsberg
- Klammbachwaldbahn
- Lamingtal-Schleppbahn
- Waldbahn Reichraming
- Bahnstrecke Tschagguns–Partenen

#### Spurweite 750 mm
- Rheinregulierungsbahn Lustenau

#### Spurweite 600 mm
- Bockerlbahn Bürmoos
- Feldbahn im Salzburger Freilichtmuseum
- Grazer Märchenbahn
- Reißeck-Höhenbahn; höchstgelegene Eisenbahn Österreichs, höchstgelegene Schmalspurbahn Europas, seit 2. August 2014 wegen Unterspülung der Strecke in einem oberen Bereich vorerst gesperrt und anschließend endgültig stillgelegt.[3]

#### Spurweite 381 mm
- Liliputbahn im Prater
- Donauparkbahn

### Schweiz

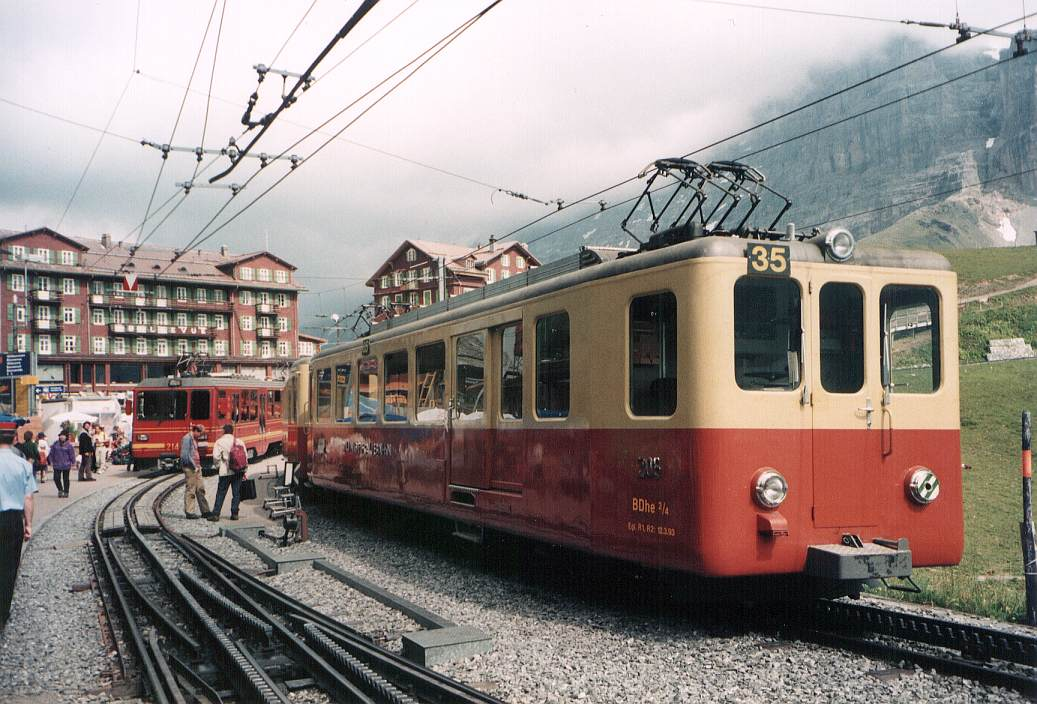
Bahnhof Kleine Scheidegg mit der Zügen der Jungfraubahn.

Übersichtskarte der Schmalspurbahnstrecken in der Schweiz.

In der Schweiz sind Schmalspurbahnen meist meterspurig und über das ganze Land verteilt. Sie überschreiten in mehreren Fällen die Landesgrenze. Viele davon fahren seit Betriebseröffnung elektrisch. In den Alpen besteht innerhalb des Alpenhauptkamms ein vom Wallis bis Graubünden reichendes durchgehendes Meterspurnetz, das von der Matterhorn-Gotthard-Bahn (MGB) mit gemischtem Adhäsions- und Zahnradbetrieb und von der Rhätischen Bahn (RhB) zur Gänze im Adhäsionsbetrieb befahren wird. Schon sehr früh wurden mit Schmalspurbahnen Berge für den aufstrebenden Tourismus erschlossen, so beispielsweise der Monte Generoso oder das Jungfraujoch. Der Tourismus führte auch auf den Meterspurbahnen erst zu Luxus- und später zu Panoramazügen. Eine Vorreiterrolle spielte hier die Montreux-Berner Oberland-Bahn (MOB), erst mit dem Golden Mountain Pullman Express dann mit Panoramawagen. Viele kleinere Meterspurbahnen, vor allem in der Westschweiz, im Mittelland und in der Ostschweiz entwickelten sich parallel zur Bevölkerungsentwicklung in den Agglomerationen zu leistungsfähigen Transportunternehmen des öffentlichen Verkehrs, teils mit S-Bahn-ähnlichem Vorortsverkehr. So befördert der Regionalverkehr Bern–Solothurn (RBS) mehr Fahrgäste auf Meterspur als MGB und RhB zusammen.
Neben der Meterspur sind in der Schweiz auch andere Spurweiten gängig: 600 Millimeter meist bei als Museumsbahn betriebenen Feldbahnen, 800 Millimeter bei Zahnradbergbahnen und 900 Millimeter bei temporären Werksbahnen im Tunnelbau, die zum Teil recht umfangreich sein können.

### Albanien
- Ferrovia Decauville a Valona, 1915 von den italienischen Streitkräften gebaut.
- K.u.k. Heeresfeldbahnen in Albanien, während des Ersten Weltkriegs von der österreichisch-ungarischen Armee verlegte militärische Feldbahnen

### Belarus
- Feldbahn Baranowitschi–Kriwoschin–Lesnaja, während des Ersten Weltkriegs vom deutschen Heer betriebene Feldbahn
- Schmalspurbahn Druja–Braslau–Dukschtas, während des Ersten Weltkriegs vom deutschen und österreichisch-ungarischen Heer verlegte Feldbahn
- Torfbahn Obal, Schmalspurbahn
- Zaslonov-Kindereisenbahn; 750 mm

### Bulgarien
In Bulgarien ist nur noch die 125 Kilometer lange Strecke der Rhodopenbahn (Septemvri–Dobrinischte) im Betrieb. Aufgrund ihrer Trassenführung durch das Gebirge wird die Rhodopenbahn manchmal mit Eisenbahnen in den Alpen verglichen und wird fallweise auch „Rhätische Bahn des Balkans“ genannt. Die 102 Kilometer lange Strecke von Červen Brjag nach Orjachowo wurde im Dezember 2002 eingestellt und 2004 abgebaut. Diese Strecken haben bzw. hatten eine Spurweite von 760 mm.
Mit 600 mm Spurweite wurden bis in die 1950er-Jahre zahlreiche weitere Strecken betrieben, unter anderem die Schmalspurbahn Radomir–Petritsch und die Schmalspurbahn Kotscherinowo–Rilski Manastir.

### Dänemark
Mit der Abtretung Nordschleswigs 1920 gingen die Kreisbahn auf Alsen, die Apenrader Kreisbahn und die Haderslebener Kreisbahn an Dänemark. Alle drei Bahnen wurden später stillgelegt.
In Hanstholm gibt es den Rest einer 600 mm Feldbahn, bekannt aus dem Film „Die Olsenbande fährt nach Jütland“.

### Finnland
- Bahnstrecke Humppila–Forssa (750 mm)
- Straßenbahn Helsinki (1000 mm)

### Frankreich

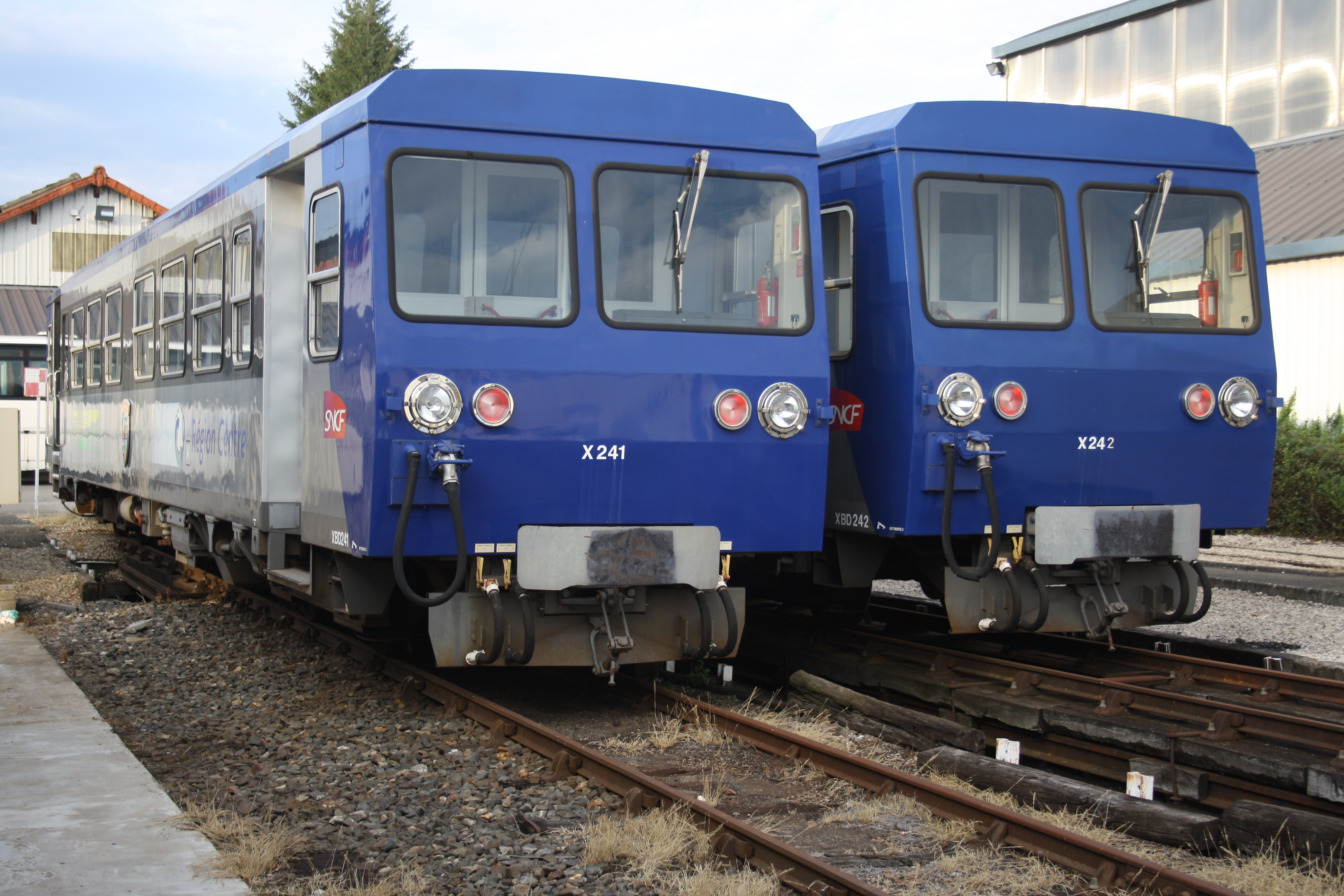
Zwei Triebwagen des Chemin de fer du Blanc-Argent

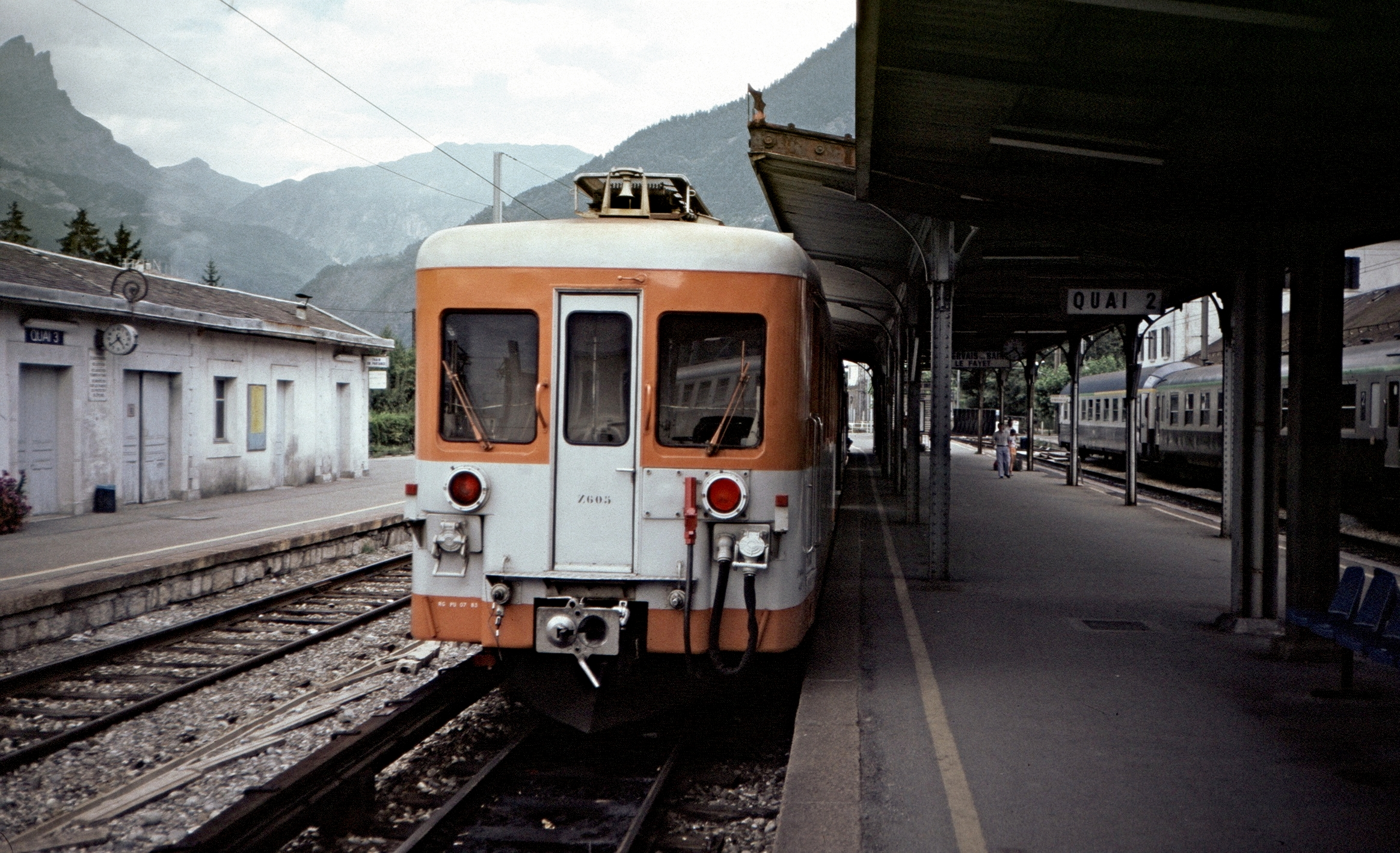
Bahnhof Le Fayet mit Zug der Bahnstrecke Saint-Gervais–Vallorcine

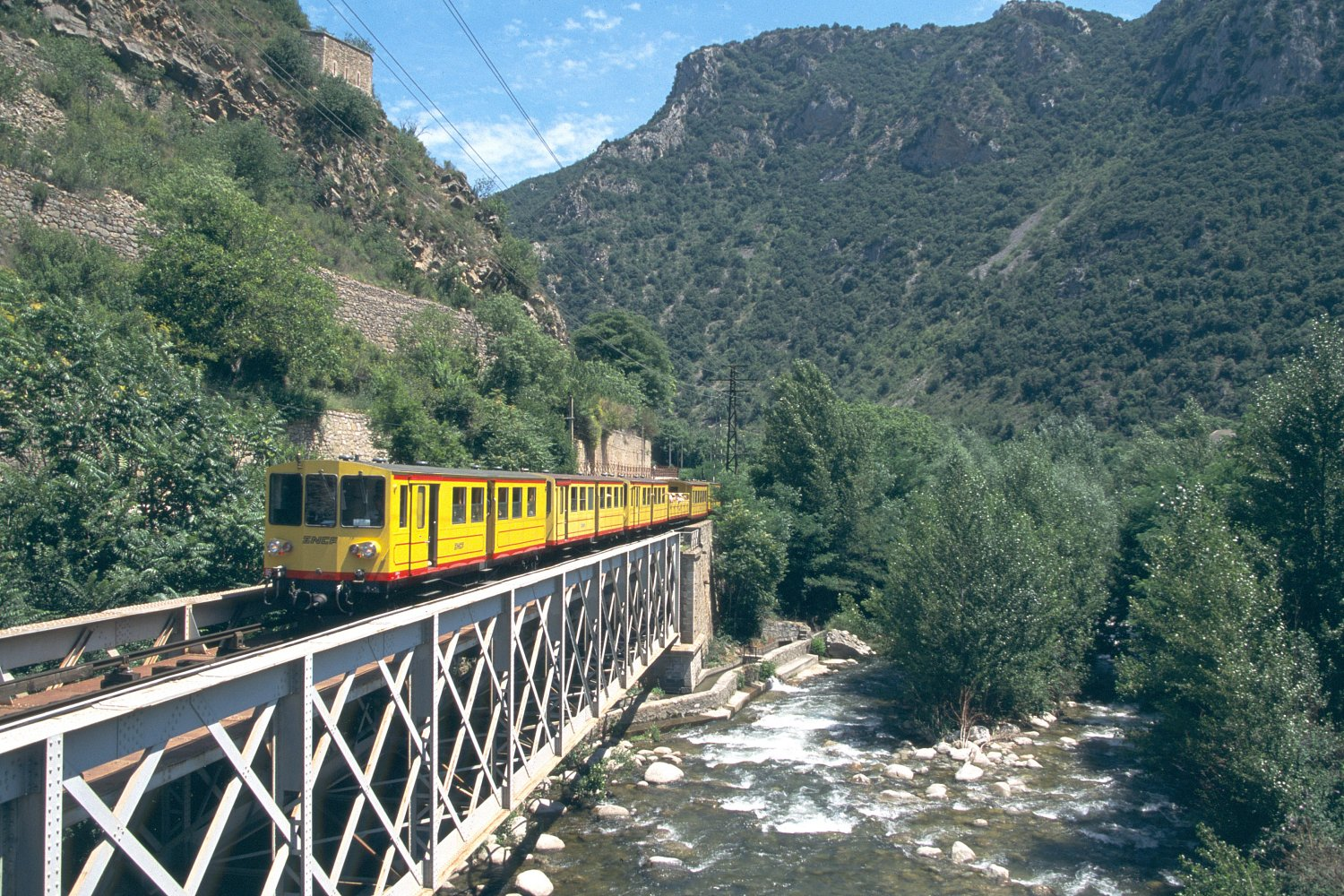
Die Cerdagne-Linie bei Villefranche de Conflent

- Bahnstrecke Saint-Gervais–Vallorcine: Saint-Gervais-les-Bains–Chamonix–Vallorcine; 1000 mm, Betrieb durch SNCF

- Chemin de fer du Blanc-Argent; 1000 mm, eine der letzten französischen Schmalspurbahnen (teilweise) im Regelbetrieb. Abschnitt Le Blanc–Buzançais Anfang der 1950er Jahre stillgelegt und abgebaut; Abschnitt Buzançais–Argy Anfang der 1980er Jahre stillgelegt und auf Normalspur umgebaut; Abschnitt Argy–Ecueillé Anfang der 1980er Jahre stillgelegt, aber noch nicht abgebaut; Abschnitt Ecueillé–Luçay-le-Mâle heute Museumsbahn; Abschnitt Luçay-le-Mâle–Salbris Betrieb durch die SNCF; Abschnitt Salbris-Argent Sur Sauldre Anfang der 1970er Jahre stillgelegt und abgebaut. In Le Blanc und Valençay hatte die Blanc-Argent-Bahn Anschluss an die Lokalbahn Tramways de l’Indre (ebenfalls Spurweite 1000 mm). In dieser Gegend ist auch die ehemalige Lokalbahn Blois–Saint-Aignan-sur-Cher (1000 mm) nennenswert.
- Bahnstrecke Orange-Buis les Baronnies: 1000 mm, Betrieb durch PLM und SNCF, stillgelegt.
- Le Vivarais: 1000 mm, Betrieb durch CFD, Linien: Tournon–Le Cheylard, Dunières–Yssingeaux–Le Cheylard–La-Voulte-sur-Rhône, Yssingeaux–Lavoute sur Loire. Zwischen 1950 und 1968 vollständig eingestellt und teilweise abgebaut. Noch existierende Abschnitte: Dunières–Saint-Agrève (Museumsbahn seit 1969) und Tournon–Lamastre (Museumsbahn seit 1969).
- Chemins de fer départementaux de la Côte d'Or: 1000 mm. Ab 1903 eröffnet, aber schon 1934 stillgelegt. Einige erhaltene Abschnitte wurden während des Zweiten Weltkriegs wieder in Dienst gestellt und endgültig 1948 stillgelegt. Gesamtnetz: Dijon–Beaune, Beaune–Arnay-le-Duc, Dijon–Champlitte, Dijon–Chatillon sur Seine mit Zweigstrecke nach Baigneux-les-Juifs, Dijon–Saulieu über Pouilly-en-Auxois (Bauarbeiten nicht beendet bei der Stilllegung). Nennenswert: Der Fuhrpark bestand ab 1925 aus von Orenstein & Koppel gebauten Eh2-Loks, die weitgehend der sächsischen Gattung IV K bzw. der neugebauten BR 99.19X der DRG entsprachen (sozusagen Nachbauten); nach dem Abbau der Bahn wurden diese Loks nach Korsika zum CFC abtransportiert und gingen dort verloren.
- Bahnstrecke Sainte-Cécile-d’Andorge–Florac, genannt Réseau de la Lozère: 1000 mm, 1968 stillgelegt und sofort abgebaut. Wurde vom Vivarais (Siehe oben) verwaltet.
- Ligne de Cerdagne: mit Stromschienen betriebene Gebirgsbahn in den Pyrenäen; 1000 mm, Betrieb durch SNCF
- Chemins de fer de la Corse; 1000 mm, trotz Nebenbahnbetrieb verkehrliche Rolle als Hauptbahn
- Chemin de fer de La Mure: Saint-Georges-de-Commiers–La Mure; 1000 mm, Betrieb durch Veolia
- Chemin de fer du Montenvers: Chamonix–Montenvers; 1000 mm
- Chemins de fer de Provence: Nice–Digne-les-Bains; 1000 mm, Betrieb durch Veolia
- Réseau Breton; 1000 mm; Schmalspurnetz in der Bretagne um die Stadt Carhaix, etwa 425 km Streckenlänge, ab 1891 eröffnet, letzte Schmalspurstrecken 1967 stillgelegt
- Der Chemin de Fer de la Baie de Somme ist eine Museumseisenbahn in Nordfrankreich
- Tramway du Mont-Blanc: Le Fayet–Saint-Gervais-les-Bains–Nid d’Aigle; 1000 mm
- Der Chemin de Fer Touristique du Tarn ist eine 3,5 km lange Schmalspurbahn mit 500 mm Spurweite
- Der Chemin de Fer de Semur en Vallon ist eine 4 km lange Museums-Schmalspurbahn-Bahn mit einer Spurweite von 600 mm in Semur-en-Vallon
- Der Chemin de Fer de Vallée de l’Ouche ist eine 6,8 km lange Museums-Schmalspurbahn mit einer Spurweite von 600 mm.
- Die Schmalspurbahn Froissy–Dompierre ist eine 7 km lange Kleinbahn mit einer Spurweite von 600 mm im Département Somme
- Die Straßenbahn Cap-Ferret ist eine 2 km lange Museumsbahn mit einer Spurweite von 600 mm im Département Gironde.
- Die Waldeisenbahn Welschbruch war eine Schmalspur-Waldeisenbahn in der Nähe des lothringischen Barr

### Griechenland

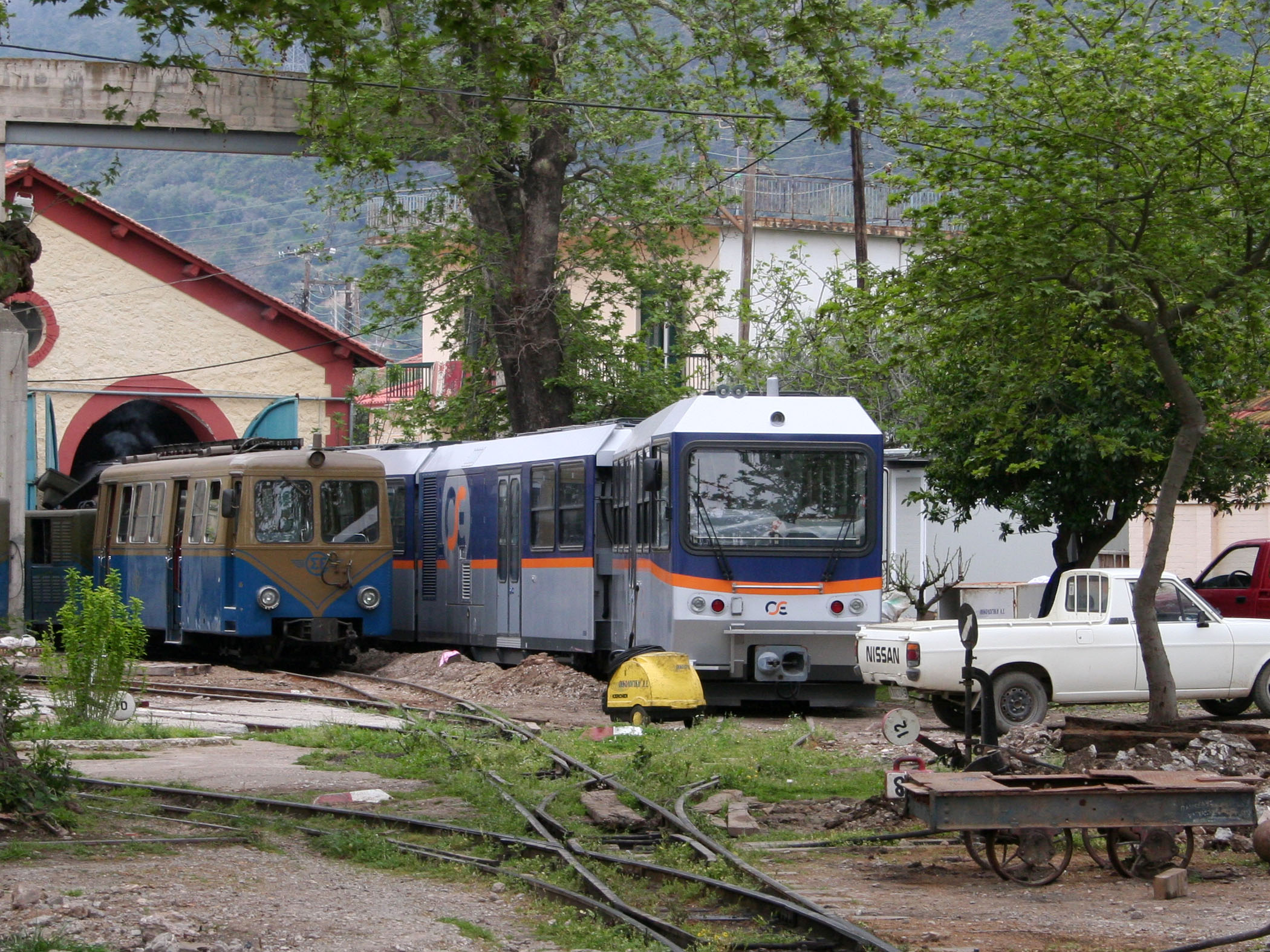
Triebwagen der Bahnstrecke Diakopto–Kalavryta

In Griechenland befand sich auf der Peloponnes ein umfangreiches Meterspurnetz, das unter anderem Korinth und Patras verband und eine Rundfahrt um die ganze Halbinsel ermöglichte. Auf einzelnen Teilstrecken um Patras und Pyrgos fand 2023 noch Betrieb statt, der Rest ist noch stillgelegt vorhanden oder umgespurt. Zwischen Athen und Kiato ist der Umbau auf Normalspur abgeschlossen. Ebenfalls auf der Peloponnes befindet sich die 750-mm-spurige Bahnstrecke Diakopto–Kalavryta, die auch Abschnitte mit Zahnstange aufweist. Die thessalische Meterspurbahn von Volos nach Kalambaka wurde bis 2001 auf Normalspur umgebaut, die Strecke von Volos nach Velestino stillgelegt. Als Touristikbahn in zwei Abschnitten wieder in Betrieb genommen wurde die Pilionbahn mit einer Spurweite von 600 mm.

### Irland
- Clonmacnoise and West Offaly Railway (Bord na Móna)
- Cavan and Leitrim Railway
- Stradbally Woodland Railway
- Waterford and Suir Valley Heritage Railway
- West Clare Railway

### Island
In Island verkehrte zwischen 1917 und 1928 die Hafenbahn Reykjavík mit einer Spurweite von 900 mm.

### Italien

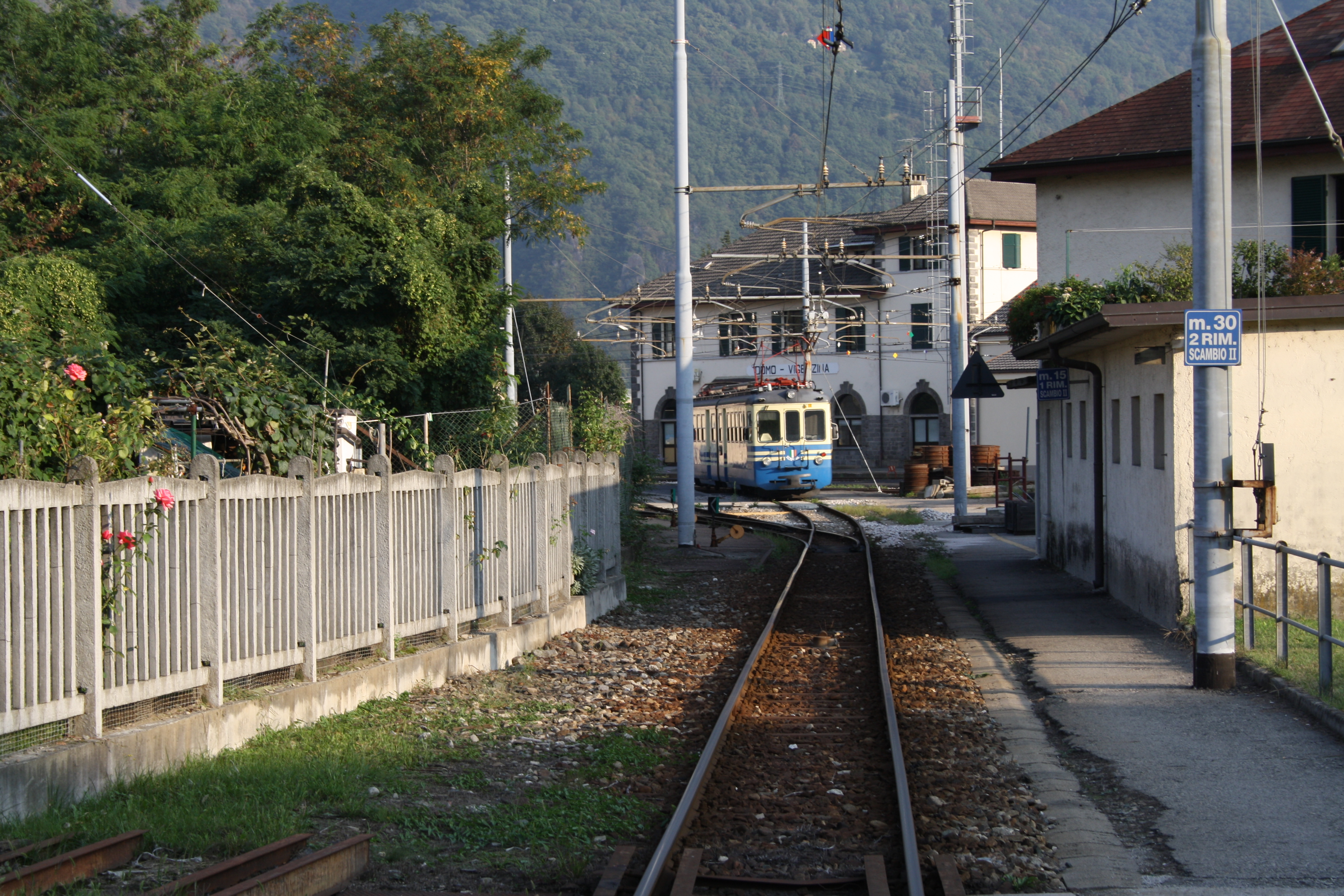
Triebwagen der SSIF in Domodossola

- Ferrovia Trento–Malè im Trentino; 1000 mm
- Rittner Bahn in Südtirol; 1000 mm
- Centovallibahn der Società subalpina di imprese ferroviarie (SSIF) im Piemont; 1000 mm
- Ferrovie della Sardegna (FdS) auf Sardinien, betreibt auf Teilstrecken die Touristenbahn Trenino Verde auch mit Dampfloks; 950 mm
- Circumvesuviana zwischen Neapel–Pompei–Sorrent nahe dem Vesuv; 950 mm
- Circumetnea (FCE) um den Ätna auf Sizilien; 950 mm
- Ferrovia Genova–Casella (AMT Genova); Rollmaterial mit Restbeständen aus anderen Schmalspurbahnen; 1000 mm

Daneben existierten in Italien noch zahlreiche weitere Schmalspurbahnen. Es gab auch einige Straßenbahnen die entweder 1000 mm, 950 mm oder seltener 1100 mm Spurweite verwendeten.

### Jugoslawien und Nachfolgestaaten

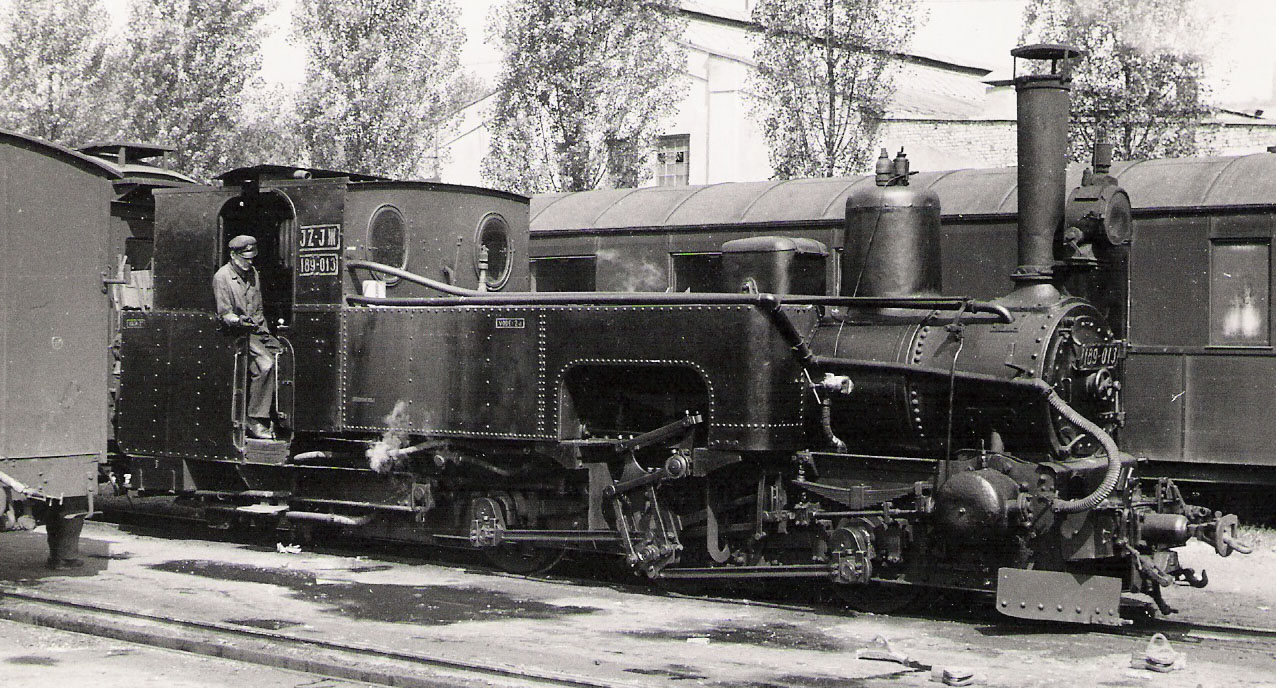
Die Stütztenderlokomotiven der Reihe IIIa4 Bauart Klose der Bosnisch-Herzegowinischen Landesbahnen (JDŽ 189-013, Sarajevo 1965)

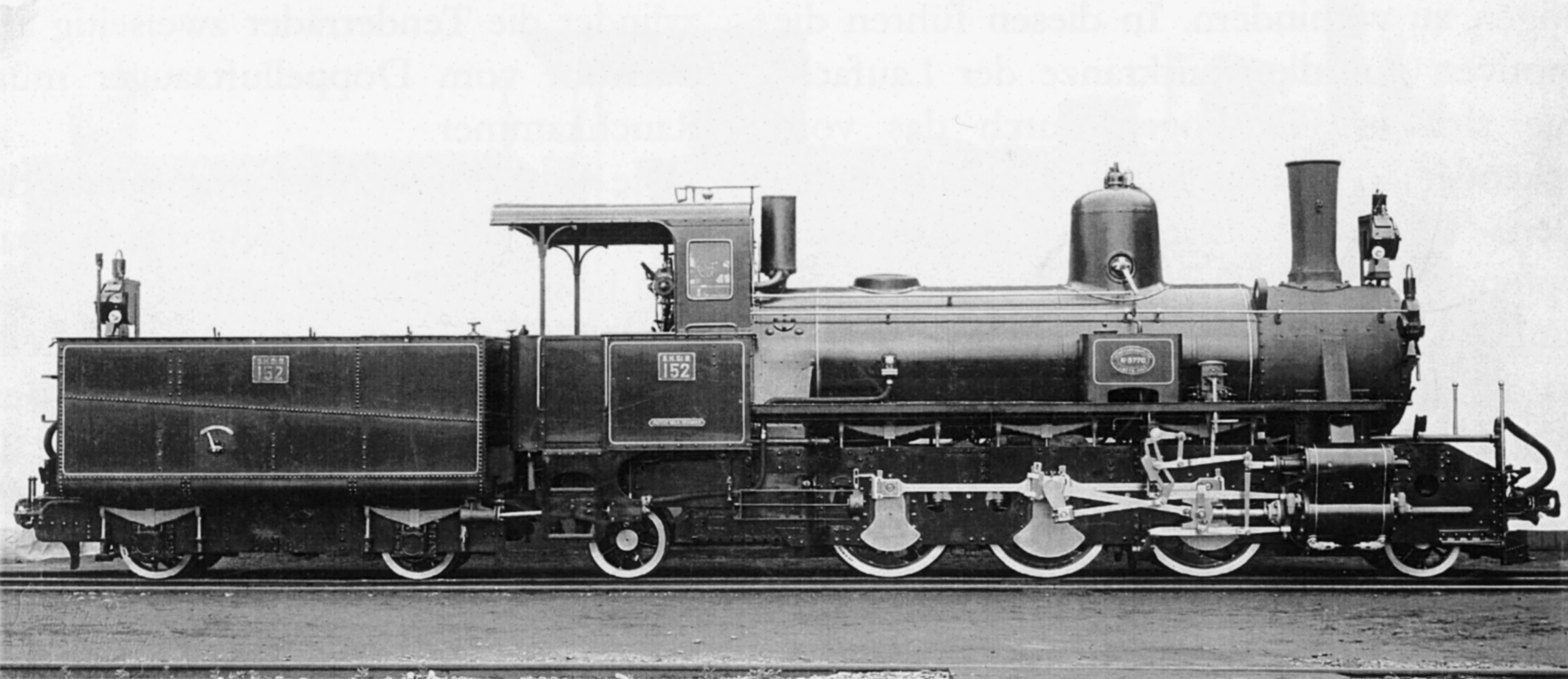
Bosnisch-Herzegowinische Landesbahnen, Schnellzuglok Reihe IIIb5 No. 152, später JDŽ 73

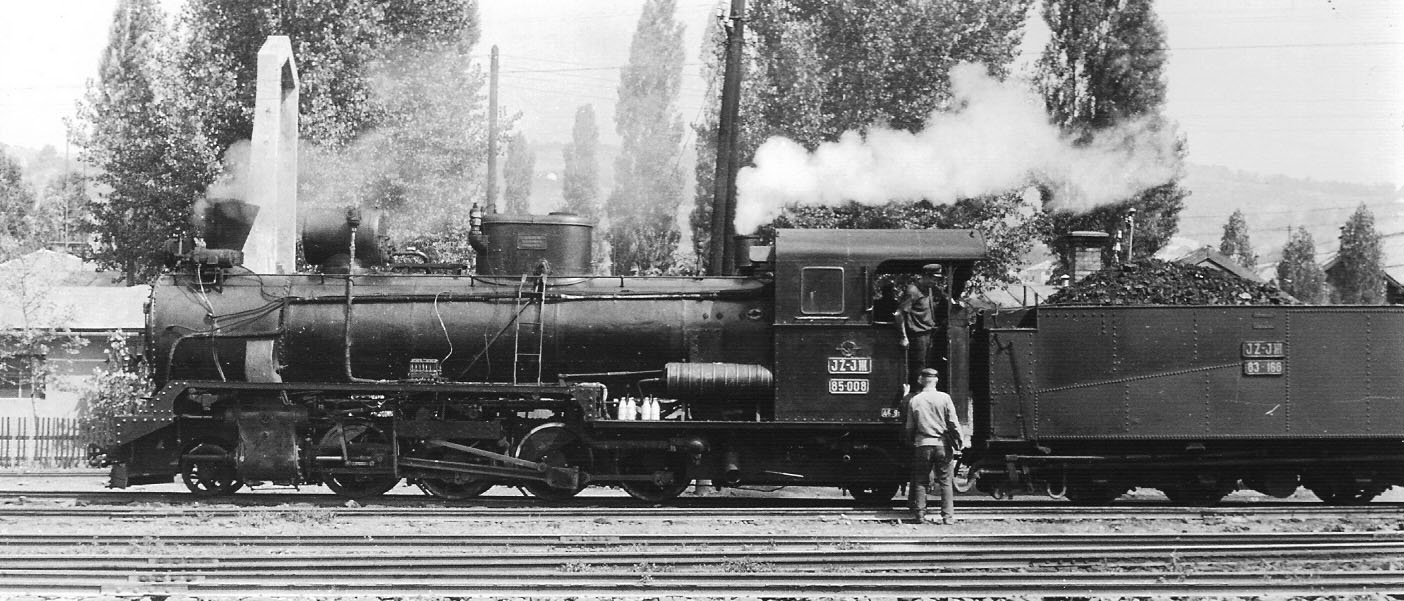
Schnellzuglok JDŽ 85-008 im Schmalspurbahnhof Sarajevo, Aug. 1965

In Bosnien und Herzegowina wurde ab 1878 (Berliner Kongress: Berliner Frieden) von der österreichischen Militärverwaltung eine Versorgungsbahn von Bosanski Brod nach Sarajevo gebaut, aus der sich unter der Verwaltung von Österreich-Ungarn ein weites Netz an Schmalspurbahnen in der sogenannten Bosnischen Spurweite entwickelte (760 mm). Nach dem Ersten Weltkrieg mit dem serbischen Schmalspurnetz in gleicher Spurweite verbunden, entstand so zwischen Belgrad und Dubrovnik, sowie zwischen Nordbosnien und Montenegro ein umfangreiches Streckennetz von Hauptbahnen auf schmaler Spur, auf dem auch Schnellzüge verkehrten.
Daneben existierten zahlreiche Waldbahnen und Industriebahnen in gleicher Spurweite.
Alle Linien wurden aber spätestens in den 1970er-Jahren durch neu errichtete Normalspurstrecken ersetzt oder eingestellt. Heute ist als Museumsbahn ein wieder aufgebautes Teilstück der Šarganska osmica (Šarganer Achter), am Šargan-Pass in Westserbien in Betrieb. Daran anschließend wurde im benachbarten Bosnien-Herzegowina das Teilstück der Bosnischen Ostbahn bis Višegrad wieder aufgebaut. Auch die Kohlenbahn in Banovići ist noch in Betrieb.
Strecken in bosnischer Spur (Auswahl):
- Bosnabahn, Bosanski Brod–Sarajevo, Ersatz durch Normalspur
- Bosnische Ostbahn, Sarajevo–Višegrad–Vardište, eingestellt, Vardište–Višegrad/(Šarganska osmica) Museumsbahn
- Dalmatinerbahn, von der Narentabahn abzweigend, von Čapljina nach Dubrovnik bzw. Herceg Novi, eingestellt
- Krivajatalbahn, von der Bosnabahn in Zavidoviči abzweigend, nach Han Pijesak, eingestellt
- Bahnstrecke Lašva–Donji Vakuf–Jajce/Bugojno, teilweise Zahnradbahn, eingestellt
- Narentabahn, Sarajevo–Mostar–Ploče, teilweise Zahnradbahn, Ersatz durch Normalspur
- Schmalspurbahn Šabac–Banja Koviljača, Ersatz durch Normalspur
- Split – Sinj, eingestellt
- Steinbeisbahn, Waldbahnnetz im Raum Knin, Prijedor, Jajce, eingestellt
- Usoratalbahn, Doboj-Pribinič, von Teslić ausgehend Waldbahnen bis nach Banja Luka, eingestellt

Spurweite 600 mm:
- Schmalspurbahn Skopje–Gostivar–Kičevo–Ohrid, Ersatz durch Normalspur bis Kičevo, Rest eingestellt

### Lettland
- Bahnstrecke Gulbene–Alūksne (750 mm), Gulbene–Alūksne (33 km)

### Litauen
- Aukštaitijos siaurasis geležinkelis (750 mm) Panevėžys – Anykščiai – Rubikiai (69 km) (– Utena /stillgelegt)

### Malta
- Bahnstrecke Valletta–Mdina (1000 mm), stillgelegt

### Niederlande
- Stoomtrein Valkenburgse Meer (700 mm)

### Nordmazedonien
- Bahnstrecke Skopje–Ohrid; 600 mm; stillgelegt

### Polen
In Polen fanden sich bis etwa 1990 in fast allen Landesteilen teils sehr umfangreiche Schmalspurnetze, verbreitet waren vor allem die Spurweiten 1000 mm und 750 mm. Die meisten Bahnen sind in den Jahren seit 1990 stillgelegt worden, auf einigen Reststrecken wird aber noch Museumsbetrieb angeboten.
- Bromberger Kreisbahn (Bydgoskie Koleje Powiatowe); 600 mm
- Jarotschiner Kreisbahn (Jarocińska Kolej Dojazdowa); 600 mm, stillgelegt
- Kreisbahn Witkowo (Witkowska Kolejka Powiatowa); 600 mm, ab 1957: 750 mm, stillgelegt, teilweise Museumsbetrieb
- Lycker Kleinbahnen (Ełcka Kolej Dojazdowa); 1000 mm, ab ?: 750 mm
- Oberschlesische Schmalspurbahn: 785 mm
- Opalenitzaer Kleinbahngesellschaft (Kolejka Opalenicka); 750 mm, stillgelegt
- Piaseczyńska Kolej Wąskotorowa, bis 2001 Grójecka Kolej Dojazdowa (Grójecer Schmalspurbahnen); 1000 mm
- Pommersche Schmalspurbahnen; 1000 mm
- Schmalspurbahn Rogów–Biała Rawska (Rogowska Kolej Wąskotorowa); 600 mm, ab 1954: 750 mm, Fundacja Polskich Kolei Wąskotorowych (FPKW)
- Schmalspurige Localbahn Przeworsk–Dynów (Przeworska Kolej Dojazdowa); 760 mm, umgespurt auf 750 mm
- Schmiegeler Kreisbahn (Śmigielska Kolej Dojazdowa); 1000 mm, ab 1958: 750 mm
- Schrodaer Kreisbahn (Średzka Kolej Powiatowa); 1000 mm, ab 1952/54: 750 mm
- Kreisbahn Krotoschin–Pleschen (Krotoszyńska Kolej Dojazdowa); 750 mm
- Waldbahn Bieszczady; früher 760 mm, heute 750 mm
- Wirsitzer Kreisbahn (Wyrzyskie Koleje Powiatowe); 600 mm
- Zniner Kreisbahn (Żnińska Kolej Powiatowa); 600 mm
- Zuckerbahn Dobre Aleksandrowskie–Kruszwica; 716 mm
- Żuławska Kolej Dojazdowa; 750 mm

### Portugal

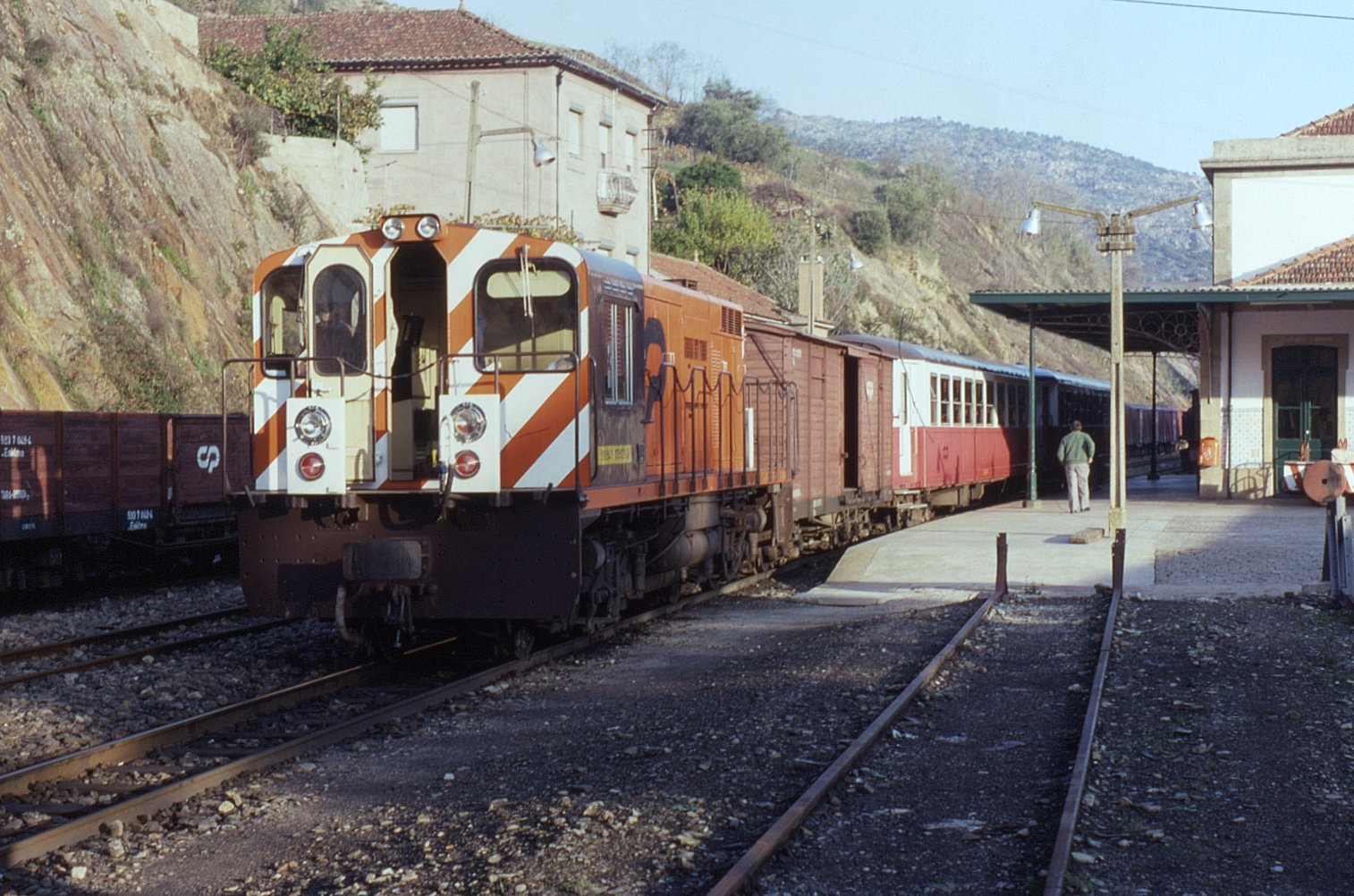
Gemischter Zug in Tua, 1993

- Linha do Sabor, Pocinho – Duas Igrejas, 1000 mm, 105 km, eröffnet 1911–1938, stillgelegt 1988,
- Linha do Tua, Tua – Bragança, 1000 mm, 134 km, eröffnet 1887–1906, stillgelegt 1991–2018, Abschnitt Brunheda – Carvalhais noch vorhanden,
- Linha do Corgo, Regua – Chaves, 1000 mm, 96 km, eröffnet 1906–1921, stillgelegt 1990–2009,
- Linha do Tâmega, Livração – Arco de Baúlhe, 1000 mm, 51 km, eröffnet 1909–1949, stillgelegt 1990–2009,
- Linha da Póvoa, Porto Trindade – Vila Nova de Famalicão, 900 mm, ab 1928 1000 mm, 59 km, eröffnet 1875–1881, stillgelegt 1995–2002, Porto Trindade – Povoa de Varzim Umbau zu Metro Porto Linie B (Normalspur)
- Linha de Guimarães, Porto Trindade – Fafe, 1000 mm, 80 km, eröffnet 1883–1938, stillgelegt 1990–2002, Porto Trindade – ISMAI Umbau zu Metro Porto Linie C (Normalspur), Trofa – Guimaraes Umbau auf Iberische Breitspur
- Linha do Vouga, Espinho – Viseu / Aveiro, 1000 mm, 177 km, eröffnet 1908–1914, teils stillgelegt 1990, Abschnitte Espinho (Vouga) – Oliveira de Azeméis und Sernada do Vouga – Aveiro im Planbetrieb (Stand 2020), Verbindungsgleis Oliveira – Sernada für Überführungsfahrten genutzt

→ Siehe auch: Liste der Eisenbahnstrecken in Portugal für stillgelegte Schmalspurbahnstrecken

### Rumänien
öffentliche Schmalspurbahnen (CFR):
- Wusch in Siebenbürgen: 760 mm, letztes Teilstück Sibiu–Agnita seit Herbst 2001 ohne Verkehr – Teilstrecke mit fallweisem Betrieb
- Turda–Abrud: 760 mm – einzelne Teilstrecken mit fallweisem Betrieb
- Maros-Tordaer Kleinbahn um Târgu Mureș: 760 mm – einzelne Teilstrecken mit fallweisem Betrieb
- Alba Iulia–Zlatna: 760 mm – eingestellt und umgespurt auf 1435 mm
- Schmalspurbahn und Straßenbahn Satu Mare: 760 mm – eingestellt und abgebaut

Industriebahnen (CFI):
- Fieni–Pucheni: 760 mm (Werksbahn für Kalksteintransport, Betrieb durch Heidelberger Zement) – in Betrieb
- Petrila–Lonea: 790 mm (Werksbahn für Kohletransport) – nach einer Hangrutschung seit März 2023 außer Betrieb
- Industriebahn Govora–Bistrița: 760 mm (Werksbahn für Kalksteintransport) – seit September 2019 außer Betrieb, Wiederinbetriebnahme vorgesehen
- Industriebahn Hunedoara–Ghelari: 760 mm – 2006 eingestellt und abgebaut

Waldbahnen (CFF):
- Wassertalbahn (Vișeu de Sus): 760 mm – Waldbahn mit Forstbetrieb und Touristenverkehr
- Waldbahn Moldovița: 760 mm – ehemalige Waldbahn mit Touristenverkehr

### Russland
Schmalspurbahnen (europäischer Kontinent):
- Insterburger Kleinbahnen: 750 mm, stillgelegt (1945 Demontage)
- Torfbahn Pischtschalskoje: 750 mm, Feldbahn
- Tramway Murmansk: 600 mm, stillgelegt (1934)

### Schweden
In Schweden wurden seit 1873 Schmalspurstrecken überwiegend in der typisch schwedischen Spurweite von 891 mm (entsprechend drei schwedischen Fuß) erbaut. Die durch private Betreiber erbauten Netze erreichten teilweise beachtliche Größen.
- Halmstad–Bolmen
- Ohsabanan
- Roslagsbanan
- Ruda–Älghult

### Slowakei

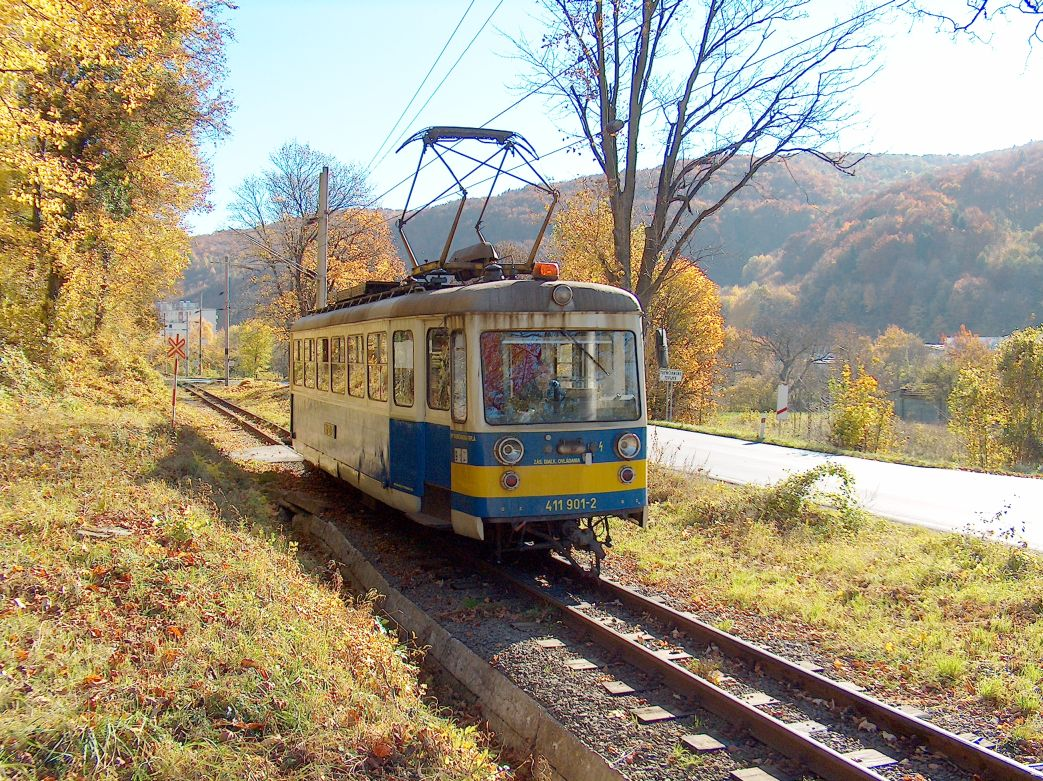
Schmalspurbahn Trenčianska Teplá–Trenčianske Teplice

- Elektrische Tatrabahn; 1000 mm, elektrifiziert, in Betrieb
- Zahnradbahn Štrba–Štrbské Pleso; 1000 mm, Zahnradbahn, in Betrieb
- Schmalspurbahn Trenčianska Teplá–Trenčianske Teplice; 760 mm, elektrifiziert, Museumsbahn
- Schmalspurbahn Ružomberok–Korytnica; 760 mm, 1974 stillgelegt
- Schwarzgranbahn; 760 mm, Waldeisenbahn, heute Museumsbahn
- Waldbahn Vychylovka; 760 mm, Waldeisenbahn, heute Museumsbahn
- Historische Kindereisenbahn Košice; 1000 mm, Kindermuseumsbahn

### Spanien

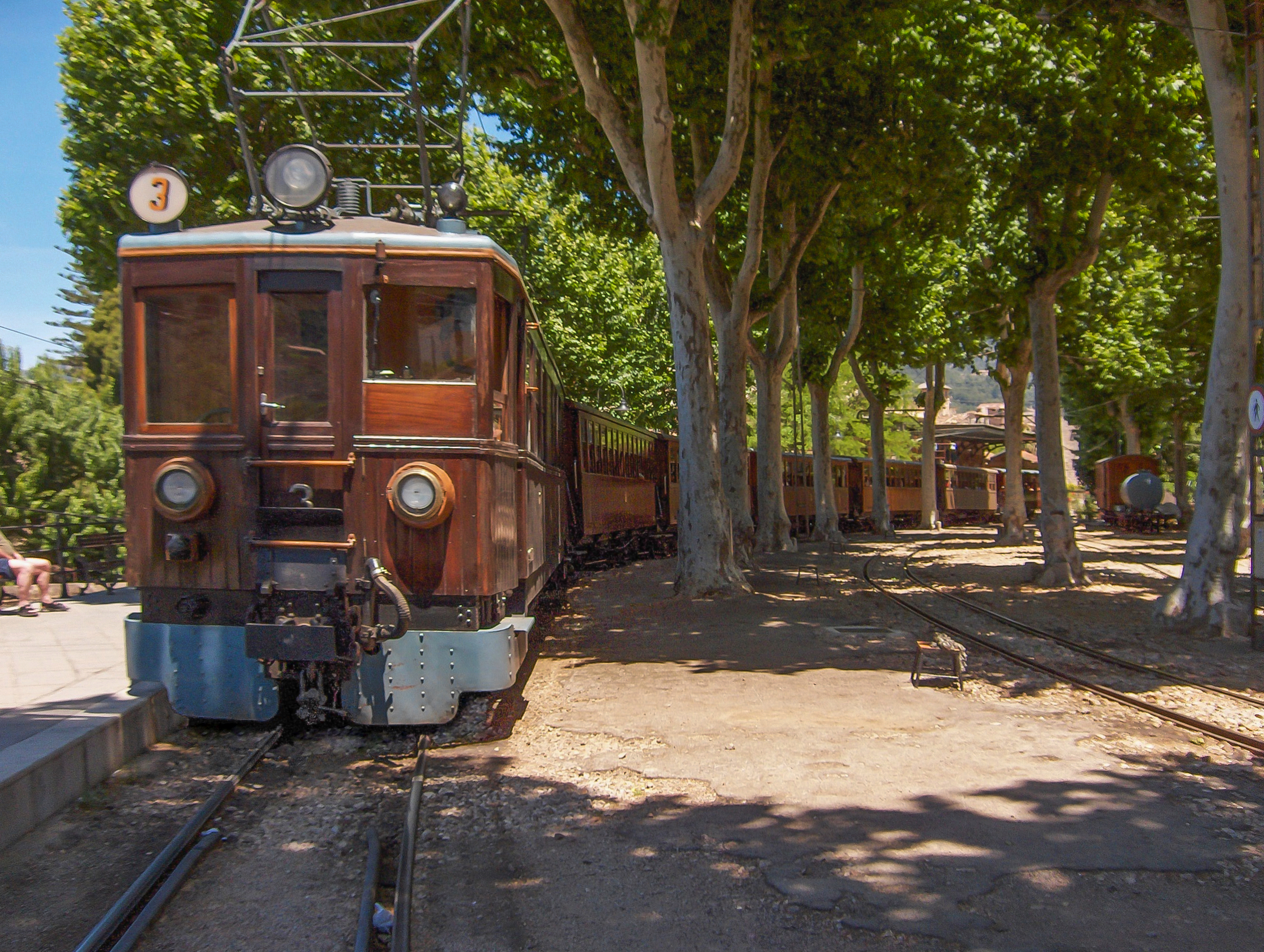
Tren de Sóller – Mallorca

- Ferrocarril de Sóller; 914 mm, auf Mallorca, genannt Roter Blitz
- Serveis Ferroviaris de Mallorca; 1000 mm, kleines Streckennetz
- baskische Eisenbahnen; 1000 mm, zwischen Bilbao und Hendaye mit mehreren Stichstrecken
- katalanische Eisenbahnen; 1000 mm, Vorortstrecken in Barcelona sowie
  - Cremallera de Montserrat, 1000 mm, Zahnradbahn
  - Cremallera de Núria, 1000 mm, Zahnradbahn
  - Tren del Ciment, 600 mm, Museumseisenbahn
- valenzianische Eisenbahnen; 1000 mm, in Metro-Netze integrierte Vorortstrecken in Alicante und Valencia
- Ferrocarril Vasco–Asturiano; 1000 mm, zwischen Bilbao und Oviedo
- Ferrocarril de La Robla; 1000 mm, zwischen Bilbao und León
- Ferrocarril de Langreo; 1000 mm, Vorortbahn bei Gijón
- Ferrocarril del Noroeste; 1000 mm, zwischen Gijón und Ferrol
- Cartagena–Los Nietos; 1000 mm
- Santander–Lierganes; 1000 mm
- Trubia–San Esteban; 1000 mm

### Tschechien

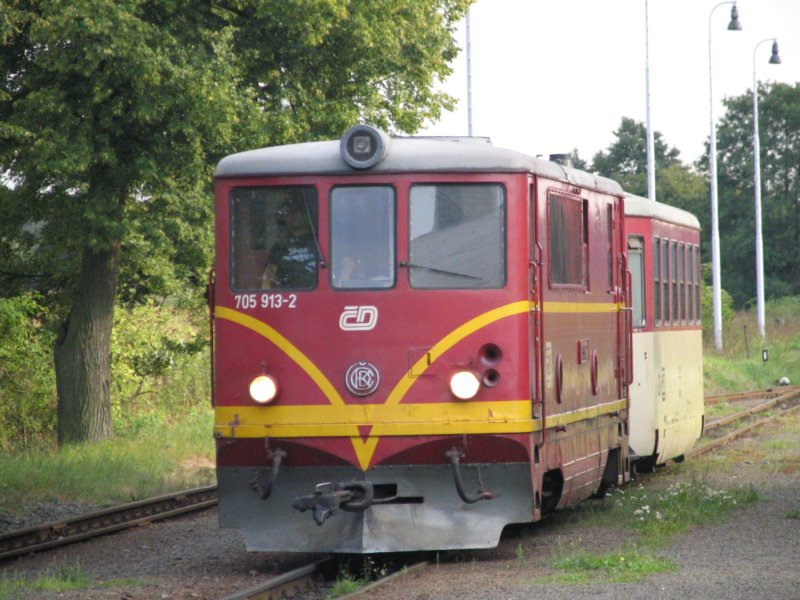
Schmalspurbahn Třemešná ve Slezsku–Osoblaha

- Jindřichův Hradec–Obrataň; 760 mm, seit 2. Oktober 2022 außer Betrieb
- Jindřichův Hradec–Nová Bystřice; 760 mm, seit 2. Oktober 2022 außer Betrieb
- Třemešná ve Slezsku–Osoblaha; 760 mm, in Betrieb
- Frýdlant–Heřmanice (ehem. Friedländer Bezirksbahn); 750 mm, 1976 stillgelegt
- Bärn-Andersdorf–Hof; 760 mm, 1933 stillgelegt
- Schlesische Landesbahnen (Slezské zemské dráhy); 760 mm, elektrifiziert, bis 1973 stillgelegt

### Türkei
- Bahnstrecke Samsun–Çarşamba; 750 mm

### Ukraine
- Schmalspurnetz Berehowe 750 mm
- Schmalspurnetz Hajworon 750 mm
- Bahnstrecke Antoniwka–Saritschne 750 mm
- Waldbahn Wyhoda, „Karpatentramway“ 750 mm
- 8 Parkeisenbahnen in Dnipropetrowsk, Donezk, Kiew, Charkow, Luzk, Lwiw, Rivne und Saporischschja

### Ungarn

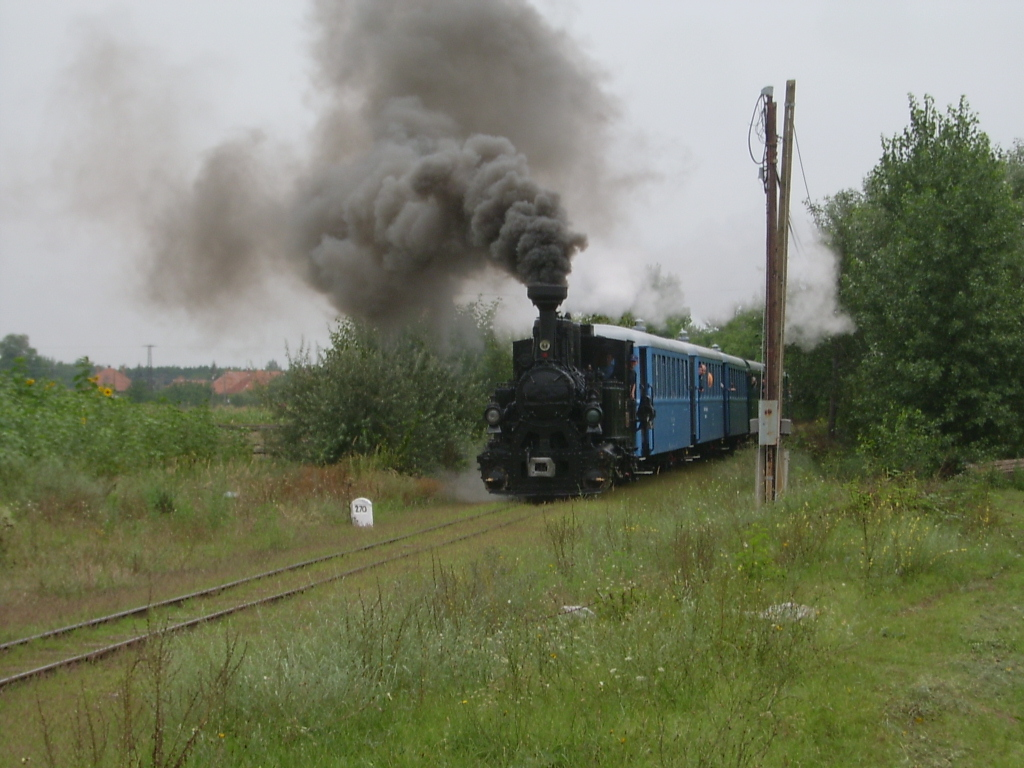
Museumszug bei Kecskemét

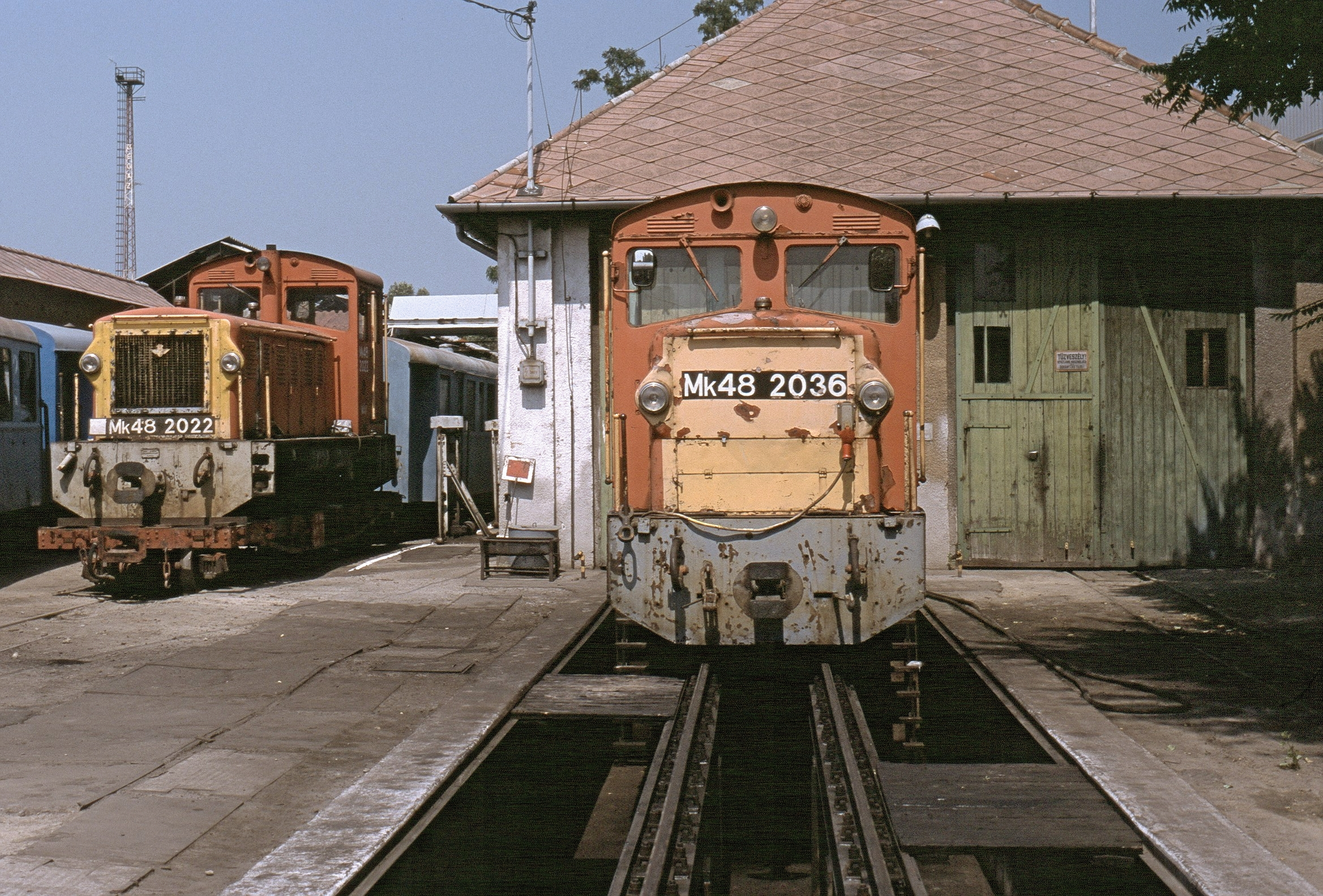
Betriebswerk Kecskemét

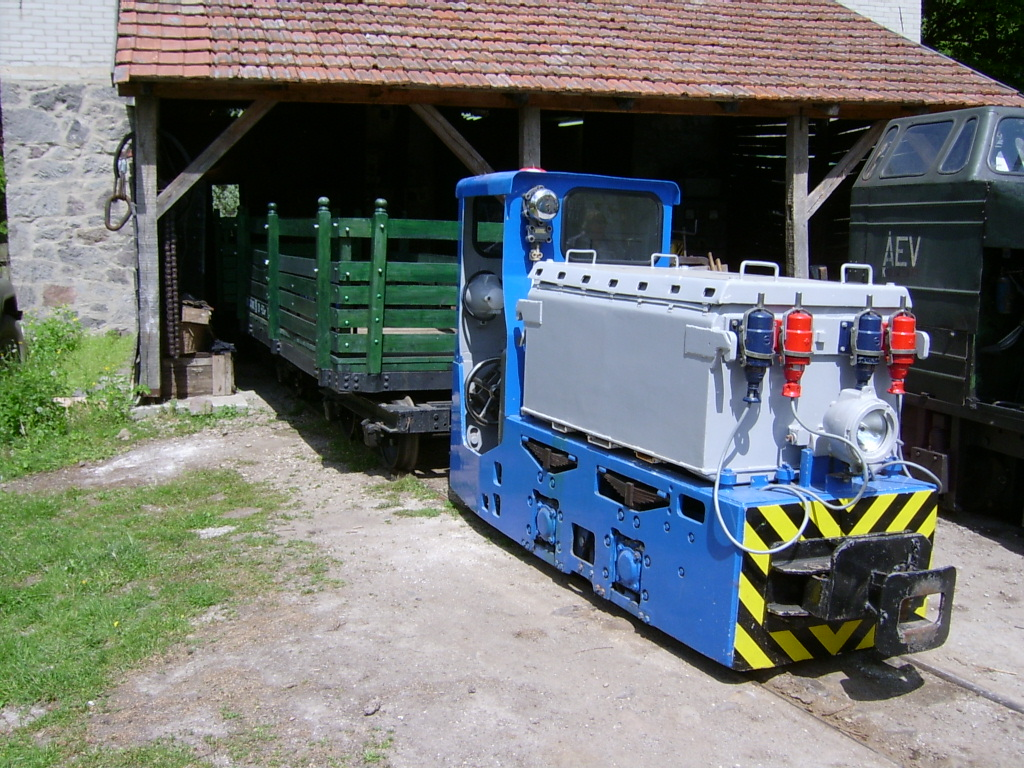
Schmalspurmuseum und Waldbahn Kemence

Die meisten haben eine Spurweite von 760 mm, die touristische Nutzung gewinnt an Bedeutung.
- Fischzuchtbahn Hortobágy, 760 mm
- Kindereisenbahn Budapest
- Schmalspurbahn Debrecen-Vidámpark
- Schmalspurbahn Felcsút (Vál-völgyi kisvasút)
- Széchenyi-Museumsbahn
- Schmalspurnetz Kecskemét
- Schmalspurbahn Nyíregyháza–Dombrád/Balsa
- Waldbahn Kemence; 600 mm, Schmalspurmuseum
- Waldbahn Királyrét – Kismaros
- Schmalspurbahn Balatonfenyves,
- Schmalspurbahn Szob – Nagybörzsöny (Transzbörzsönyi kisvasút) – Ein Netzwerk der folgenden drei Kleinbahnen unterschiedlicher Betreiber
  - Waldbahn Szob – Márianosztra
  - Waldbahn Márianosztra – Nagyírtás
  - Waldbahn Nagyírtás – Nagybörzsöny
- Mátra-Eisenbahn, 2 Strecken, Gyöngyös – Mátrafüred / Szalajkaház
- Waldbahn Lillafüred, Touristenbahn, 2 Strecken Miskolc – Lillafüred – Újmassa und Miskolc – Mahóca. Großes Bahnbetriebswerk
- Waldbahn Felsőtárkány, Südliches Bükk-Gebirge, bei Eger, Touristenbahn 5 km
- Szalajka-Eisenbahn Szilvásvárad – Szalajka-völgy, Touristenbahn 5 km. Teil einer früher ausgedehnteren Waldbahn im Bükk-Gebirge (Nationalpark). Interessant die Reste einer schiefen Ebene (Industriedenkmal), mit der ein Teil des beachtlichen Höhenunterschieds zur Hochebene überwunden wurde. Die ehemalige Trassenführung ist noch an vielen Stellen erhalten
- Waldbahn Almamellék; 600 mm
- Waldbahn Gemenc
- Waldbahn Csömödér
- Waldbahn Pálháza
- Waldbahn Debrecen
- Waldbahn Mesztegnyő
- Waldbahn Kaszó
- Kindereisenbahn Tiszakécske
- Mecsek Eisenbahn, Pécs

### Vereinigtes Königreich

#### England
- Abbey Light Railway; 610 mm; stillgelegt
- Aldershot Narrow Gauge Suspension Railway; 457 mm; stillgelegt
- Ashover Light Railway; 597 mm
- Beeches Light Railway; 610 mm
- Bickington Steam Railway; 260 mm
- Bicton Woodland Railway; 457 mm
- Blake Dean Railway; 914 mm; stillgelegt
- Bredgar and Wormshill Light Railway; 610 mm
- Burneside Paper Mills Tramway; 1067 mm; auf Normalspur umgespurt; stillgelegt
- Cadeby Light Railway; 610 mm; stillgelegt
- Cleethorpes Coast Light Railway; 381 mm
- Fawdon Wagonway; 1372 mm; stillgelegt
- Gartell Light Railway; 610 mm
- Holy Island Waggonway; 610 mm; stillgelegt
- Launceston Steam Railway; 597 mm
- Lea Bailey Light Railway; 610 mm
- Leek and Manifold Valley Light Railway; 762 mm
- Leighton Buzzard Light Railway; 610 mm
- Lincolnshire Kartoffelbahnen; 597 mm; stillgelegt
- Lynton and Barnstaple Railway; 597 mm
- North Bay Railway; 508 mm
- North Gloucestershire Railway; 610 mm
- North Ings Farm Narrow Gauge Railway; 610 mm
- Pentewan Railway; 762 mm; stillgelegt
- Purbeck Mineral and Mining Museum; 1.143 mm
- Ravenglass and Eskdale Railway; 381 mm
- Romney, Hythe and Dymchurch Railway; 381 mm
- Rowtor Target Railway; 1067 mm; stillgelegt
- Rye and Camber Tramway; 914 mm
- Seaton Tramway; 838 mm
- Schmalspurbahnmuseum Irchester; 1000 mm
- Sittingbourne and Kemsley Light Railway; 762 mm
- Southwold Railway; 914 mm
- Statfold Barn Railway; 610 mm, 762 mm und 1.435 mm
- Ticknall Tramway; 1270 mm; stillgelegt
- Volk’s Electric Railway; 838 mm
- Yarlside Iron Mines Tramway; 203 mm
- Yaxham Light Railway; 610 mm

#### Nordirland
- Giant's Causeway Tramway; 914 mm
- Foyle Valley Railway; 914 mm
- Warrenpoint and Rostrevor Tramway; 914 mm

#### Schottland
- Campbeltown and Machrihanish Light Railway; 686 mm; stillgelegt
- Dalmunzie Railway; 762 mm; stillgelegt
- Duchal Moor Railway; 610 mm; stillgelegt
- Glasgow Subway; 1219 mm
- Isle of Mull Railway; 260 mm; stillgelegt
- Lochaber Narrow Gauge Railway; 914 mm; stillgelegt
- Waggonway Tranent–Cockenzie; 991 mm; auf Normalspur umgespurt; stillgelegt

#### Wales
- Bala Lake Railway; 610 mm
- Brecon Mountain Railway; 603 mm
- Corris Railway; 686 mm
- Fairbourne Railway; 311 mm
- Ffestiniog Railway; 597 mm
- Great Orme Tramway; 1067 mm
- Llanberis Lake Railway; 603 mm
- Snowdon Mountain Railway; 800 mm
- Talyllyn Railway; 686 mm
- Vale of Rheidol Railway; 603 mm
- Welsh Highland Railway; 597 mm
- Welsh Highland Heritage Railway; 597 mm
- Welshpool and Llanfair Light Railway; 762 mm

### Zypern
Auf der Insel Zypern bestand von 1904 bis 1951 die schmalspurige, staatliche Eisenbahnlinie Cyprus Government Railway vom Hafen Famagusta über Nikosia bis zum Hafen von Morphou. Die Spurweite betrug 762 mm (2' 6").
Zudem bestand mit gleicher Spurweite die Cyprus Mines Corporation Mineral Railway. Diese Strecke wurde mit der Grenzziehung 1974 eingestellt.

## Afrika

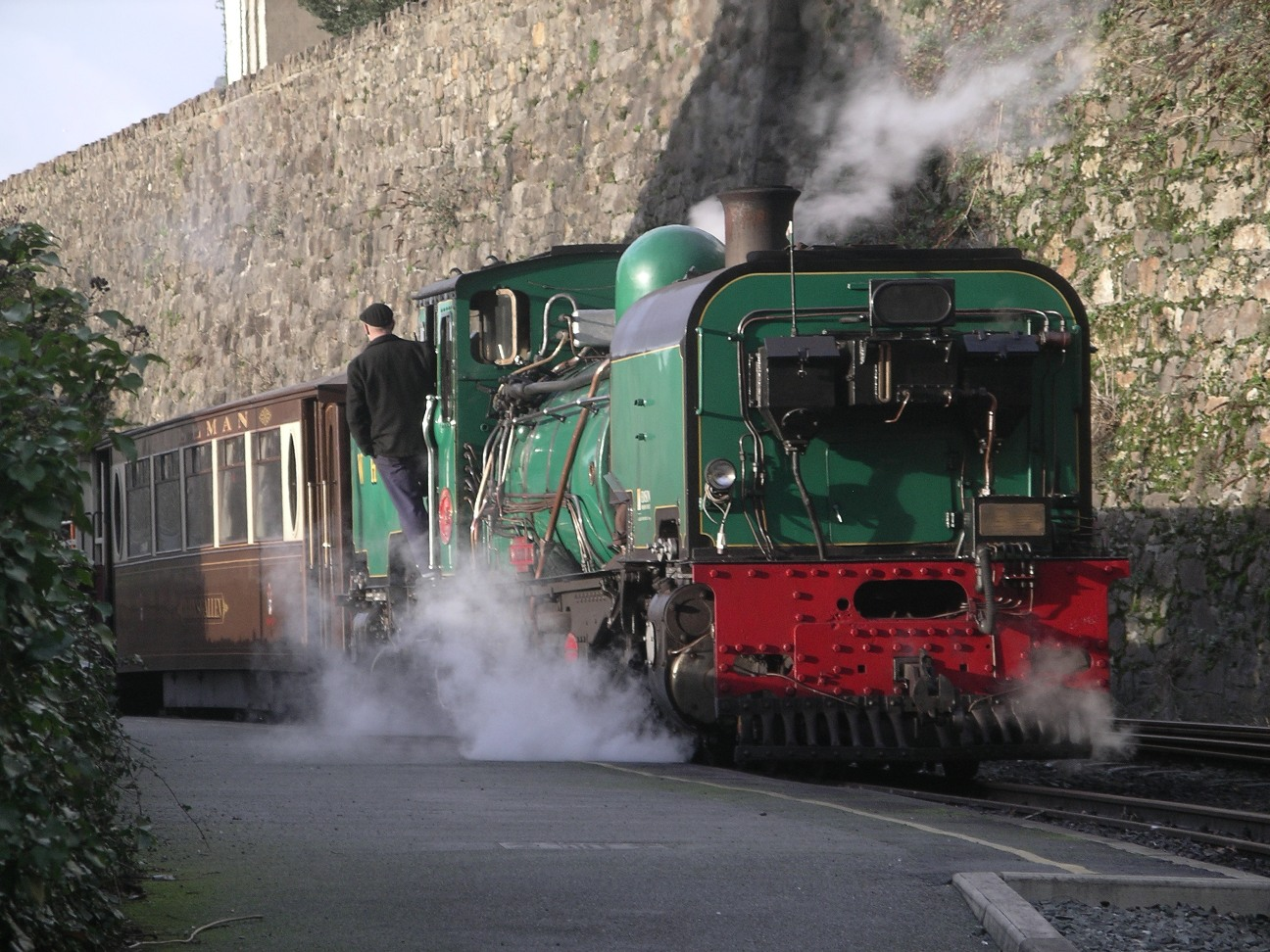
Ein Zug der Welsh Highland Railway Großbritannien. Die Garratt-Lokomotive wurde 1997 aus Südafrika eingeführt (SAR-Klasse NGG 16, 610 mm Spurweite).

Schmalspurbahnen sind in Afrika weit verbreitet und wurden dort von den jeweiligen Kolonialmächten erbaut. Ein Beispiel ist die Strecke, die Abidjan mit Ouagadougou und Kayes verbindet (Abidjan-Niger-Bahn). Im südlichen Afrika ist die Kapspur als überregionale „Normalspur“ anzusehen, in der das hochwertige Streckennetz errichtet wurde. Nebenstrecken wurden häufig in der Spurweite 610 mm errichtet; die Strecke von Port Elizabeth nach Avontuur ist mit 283 km die weltweit längste Strecke dieser Spurweite.

### Algerien
- Tramway des Mines du Zaccar von den Eisenerzbergwerken am Mont Zaccar zum Bahnhof von Miliana.

### Ägypten
- Baharia Military Railway
- Chemins de Fer de la Basse-Egypte
- Compagnie des chemins économiques de l’Est égyptien
- Egyptian Delta Light Railways
- Egyptian Salt and Soda Company Railway
- Fayoum Light Railway
- Port Said Railway
- Western Oasis Lines

### Libyen
- Senussi Cave Railway; 610 mm; stillgelegt

### Madagaskar
- Bahnstrecke Diego Suarez – Camp d’Ambre, 24 km lang (600 mm)

## Asien

### Armenien
- Jerewan-Kindereisenbahn in der Schlucht des Flusses Hrasdan in Jerewan, Armenien.
- Leninakan-Kindereisenbahn in Gjumri.

### Naher Osten
Im Nahen Osten gab es mit der Hedschasbahn und ihren Nebenlinien, der Libanonbahn und der mit ihr verbundenen Hauranbahn mehrere Bahn mit 1050 mm Spurweite:
- Aqababahn Aqaba–Abiad / Wadi el Hassa (1975)
- Damaskus–Qatara (1944)
- Darʿa–Bosra (1912–1914, 1924)
- Haifa–Akko (1913–1948, seit 1932 teils, ab 1937 fast ganz in Normalspur)
- Hedschasbahn Damaskus–Medina (1908)
- J&J-Linie Jaffa–Jerusalem ([1891–1915: 1000 mm], 1915–1918 [Lod–Jerusalem], seit 1920 ganz auf Normalspur umgespurt)
- Jesreʾeltalbahn Haifa–Darʿā (1905; seit 2016 teils in Normalspur)
- Militärbahn Masʿūdiyya–Beʾer Scheva (1915–1917, seit 1918/1920 teils in Normalspur)
- Samarienbahn Afula–Nablus (1914)
- Tine–El Huj/Beit Hanun (nur 1917)
- Qalʿat 'Anaza–el-Hische (ca. 1915–1918)
- Maʿan–Naqb Aschtar (1940–43, -?)

und wie schon erwähnt die Libanonbahn und die Hauranbahn.

### Südostasien
Mit einer Gesamtlänge von über 13.000 km ebenfalls weit verbreitet sind Schmalspurbahnen in den Ländern der Hinterindischen Halbinsel. In Thailand, Myanmar, Kambodscha und Singapur ist das gesamte Fernbahnnetz in Meterspur ausgeführt, ebenso in Vietnam und Malaysia, wo jeweils noch eine Normalspurstrecke existiert. Im Norden von Vietnam sind darüber hinaus einige Streckenabschnitte in Dualspur ausgeführt. In China gibt es die Meterspurstrecke in der Stadt und dem Umland von Kunming. Jene läuft von China nach Vietnam, ist aber nicht mehr vollständig in Dienst.

### China
- Bahnstrecke Shixi–Huangcunjing (762 mm)

### Hongkong
Die Sha Tau Kok Railway (610 mm) und führte in den nördlichen New Territories von Hongkong von Fanling nach Sha Tau Kok.

### Indien
In Indien gibt es ein Schienennetz von 3794 km Länge mit einer Spurweite von nur 610 mm (24 Zoll) oder 762 mm (30 Zoll). Wesentlich umfangreicher ist das dortige Meterspurnetz, das aber zunehmend auf die indische Breitspur umgebaut wird.
- Darjeeling Himalayan Railway, Weltkulturerbe
- Kalka-Shimla Railway, Weltkulturerbe
- Kangra Valley Railway, (Weltkulturerbe beantragt)
- Matheran Hill Railway, (Weltkulturerbe beantragt)
- Nilgiri Mountain Railway, auch Zahnradbahn, Weltkulturerbe

### Indonesien
- Cepu-Waldbahn, 1067 mm

### Japan
Die meisten japanischen Bahnstrecken sind in Kapspur gebaut. Dadurch hat Japan eines der größten Schmalspurnetze der Welt.
- Asakura-Schmalspurbahn; 914 mm
- Kiso-Waldeisenbahn; 762 mm
- Kurobe Sen’yō Tetsudō; 762 mm
- Kurotetsu; 762 mm
- Sangi Tetsudō; 762 mm
- Sakuradani Schmalspurbahn; 381 mm
- Shuzenji Romney Railway; 381 mm
- Tateyama Sabō Erosionsschutzanlagen-Werkseisenbahn; 610 mm
- Western River Railroad; 762 mm

### Laos
Die Bahnstrecke Don Det–Don Khon (1000 mm) war die erste und lange Zeit die einzige betriebsfähige Eisenbahn in Laos.

### Malaysia
- Bahnstrecke Kamunting–Butterworth–Gurun, 1000 mm

### Nordkorea
- Changjin-Linie, 58,6 km lang (762 mm)
- Feldbahn Chinampo–Pjöngjang, 88 km lang

### Taiwan
- Alishan-Waldbahn (762 mm)
- Taipingshan-Waldbahn (762 mm)
- Luodong-Waldbahn (762 mm)
- Zuckerbahnen in Taiwan (762 mm)

## Australien und Neuseeland

### Australien
- Pferdeeisenbahn im Dry-Creek-Sprengstofflager (762 mm), 1906 errichtet.
- Fyansford Cement Works Railway (1.067 mm), Werkseisenbahn in der Nähe von Geelong
- Kuranda Scenic Railway (1.067 mm) von Cairns nach Kuranda
- Lake Margaret Tram (610 mm), Tasmanien
- Mary Valley Heritage Railway (1.067 mm), Museumseisenbahn von Gympie durch das Tal des Mary River in die Region Cooloola von Queensland

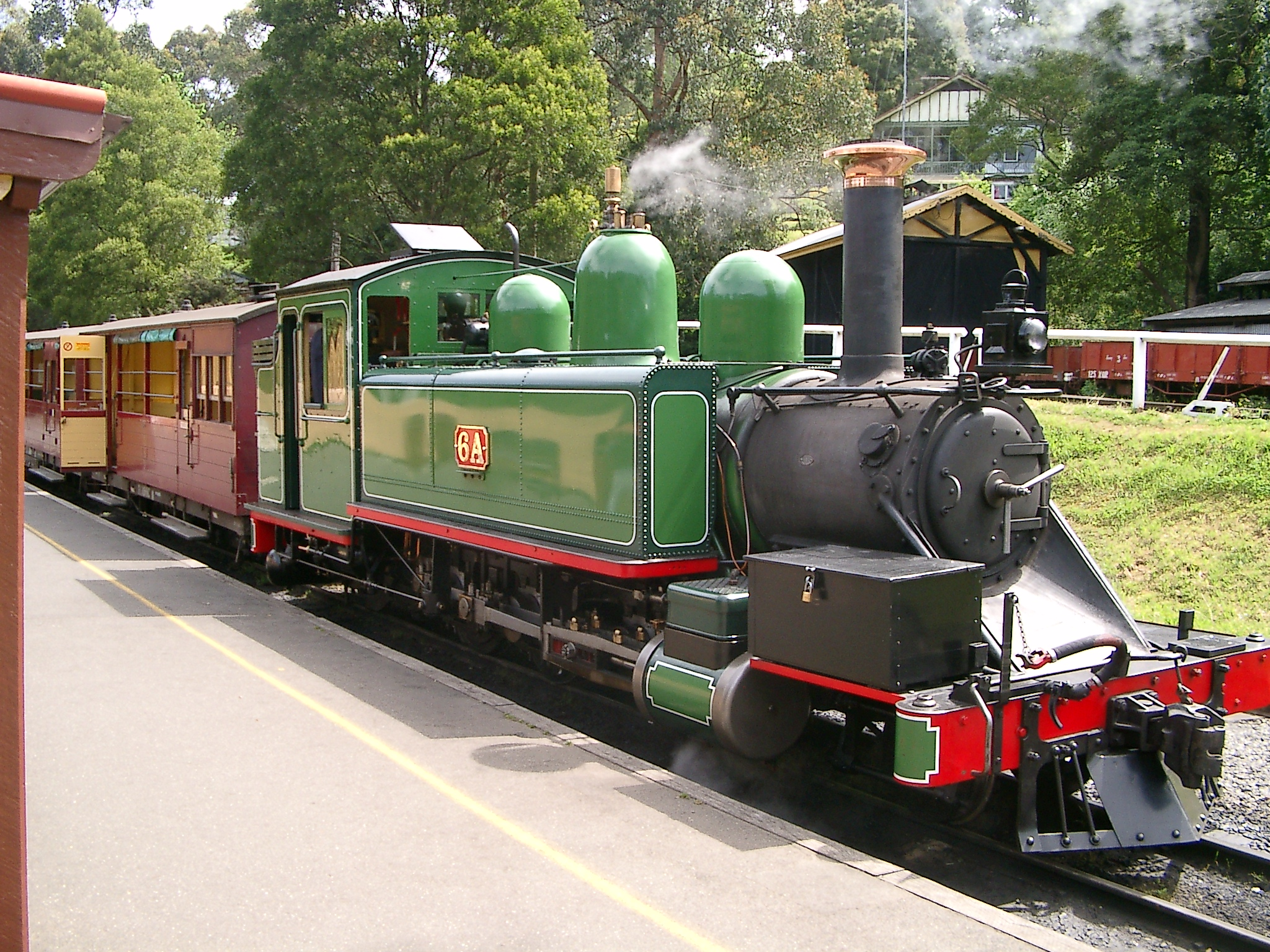
Lok 6A der Puffing Billy Railway in Belgrave

- Puffing Billy Railway (762 mm) zwischen Belgrave und Gembrook im Bundesstaat Victoria östlich von Melbourne
- Wee Georgie Wood Railway (610 mm), Museumseisenbahn in der West Coast Municipality von Tasmanien
- West Coast Wilderness Railway (1.067 mm), wiederhergestellte Zahnrad-Schmalspurbahn auf der Trasse der Mount Lyell Mining and Railway Company in Tasmanien
- British Australian Tramway (Coffs Harbour) und British Australian Tramway (Woolgoolga), Waldbahnen mit einer Spurweite von 1067 mm in New South Wales.
- Cairns–Mulgrave-Tramway, private Straßenbahnlinie von Cairns zum Mulgrave River
- Cobdogla Steam and Irrigation Museum, eine 2,5 km lange Feldbahn mit einer Spurweite von 600 mm in Cobdogla in South Australia
- Coffs Harbour Timber Company, Waldbahn mit einer Spurweite von 1067 mm in Coffs Harbour in New South Wales.
- Dry-Creek-Sprengstofflager, Pferdebahn bei Port Adelaide
- Fyansford Cement Works Railway, Werkseisenbahn in der Nähe von Geelong
- Grubb’s Tramway (Mowbray) und Grubb’s Tramway (Zeehan) waren Pferdebahnen in Tasmanien.
- Die Huntsman Tramway war Waldbahn mit hölzernen Schienen südlich von Deloraine in Tasmanien.
- Das Illawarra Light Railway Museum beitreibt eine Schmalspurbahn mit 610 mm Spurweite.
- Die Langley Vale Timber Tramway war eine Waldbahn mit meist hölzernen Schienen mit einer Spurweite von 1270 mm bei Lansdowne in New South Wales.
- Magnet Tramway (610 mm), 16 km lange Schmalspurbahn im Nordwesten von Tasmanien
- Mary Valley Heritage Railway, Museumseisenbahn von in Queensland
- Marrawah Tramway, kapspurige Waldbahn in der Nähe von Marrawah in Tasmanien
- North-Arm-Pulvermagazin, Gefahrstofflager für Dynamit and Sprenggelatine bei Port Adelaide
- North East Dundas Tramway, Schmalspurbahn bei Zeehan in Tasmanien
- Powelltown Tramway, private Schmalspur-Waldeisenbahn in Victoria
- Wee Georgie Wood Railway, Museumseisenbahn in der West Coast Municipality von Tasmanien
- West Coast Wilderness Railway, wiederhergestellte Zahnrad-Schmalspurbahn zwischen Queenstown und Regatta Point bei Strahan in Tasmanien
- Wielangta Tramway, Waldbahn 75 km östlich von Hobart in Tasmanien

### Nauru
Die Schmalspurbahn von Nauru (610 mm) transportiert Phosphat vom Inneren der Insel Nauru zu den Piers an der Westküste der Insel.

### Neuseeland
- Blenheim Riverside Railway, 5,1 km lang, (1067 mm)
- Brownlee Tramway 29 km lang, (1067 mm)
- Charming Creek Tramway, 9 km lang
- Ellis and Burnand Tramway (Manunui), 8 km lang, (1067 mm)
- Ellis and Burnand Tramway (Mangapehi), 23 km lang, (1067 mm)
- Ellis and Burnand Tramway (Ongarue) 37 km lang, (1067 mm)
- Ferrymead Railway
- Gisborne Borough Council’s Gentle Annie Metal Supply Tramway 19,3 km lang
- Hokitika & Kanieri Tramway, 3,5 km lang
- Infants Creek Tramway
- Kokiri Tramway (1067 mm)
- Makatote Tramway. 2,6 km lang
- May Morn Estates Tramway
- Mountain Rimu Timber Company
- Nihotupu Tramline, 6,5 km lang
- Ocean Beach Railway (1067 mm)
- Piha Tramway
- Port Craig Tramway 24,4 km lang
- Ocean Beach Railway
- Takaka Tramway, 13,4 km lang (760 mm)
- Taringamotu Tramway
- Waihi–Waikino Gold Tramway, 9,25 km lang
- Waitakere Tramline, 2,5 km lang
- Waro Limestone Scenic Reserve

## Amerika

### Argentinien
Nach der Verstaatlichung des gesamten argentinischen Eisenbahnnetzes durch die Peron-Regierung gegen 1948 entstand die sogenannte Belgrano-Bahn. Sie bestand aus dem gesamten 1000-mm-Netz aller argentinischen Lokalbahnen, die allerdings alle zusammen und mit der Hauptstadt Buenos Aires Anschluss hatten. 1992, unter der Menem-Regierung, wurde das gesamte Belgrano-Netz bis auf wenigen Ausnahmen stillgelegt. Alle Gebäude, Linien und Gleise existieren noch, sind aber heute in extrem schlechten Zustand. Zahlreiches Rollmaterial wie zum Beispiel Dampfloks ist noch zu finden, aber überall verstreut und auch in fast rettungslosem Zustand; nur weniges wurde mühsam von Eisenbahnfreunden gerettet.
- Dampfstraßenbahn von Yerba Buena, eine 12 km lange Dampfstraßenbahn (1916–1926).
- Ferrocarril Decauville Oswald, nordwestlich von Pirané in Formosa.
- Ferrocarril Decauville Molino Bancalari in Manzanares in der argentinischen Provinz Buenos Aires.
- Ferrocarril Ocampo in der Provinz Chaco und im Nordosten der Provinz Santa Fe in Argentinien.
- Ferrocarril de Península Valdés (Halbinselbahn Valdés) zwischen der Stadt Puerto Pirámides und den Salinas Grandes in der Provinz Chubut (1901–1920).
- Ferrocarriles Livianos Agrícolas del F.C.S. im südlichen Teil der Provinz Buenos Aires in Argentinien.
- Ramal de Balneario Ostende durch die Dünen zum Badeort Ostende bei Pinamar.
- Werksbahn von Las Palmas von der Zuckerfabrik Las Palmas bei La Leonesa zum Hafen Puerto Las Palmas am Río Paraguay in der Provinz Chaco.

### Barbados
- Barbados Railway, anfangs 1.067 mm, später 762 mm, stillgelegt

### Chile
- Ramal Talca-Constitución, 1000 mm

### Costa Rica
- Tren Turistico Arenal

### Ecuador
- Schienenverkehr in Ecuador

### Falklandinseln
- Camber Railway (610 mm)

### Kolumbien
- Bahnstrecke Bogotá–Belencito, 914 mm
- Bahnstrecke Chiriguaná–La Dorada; 914 mm

### Kuba
- Central Victoria Railway, 51,3 km lang (700 mm)
- Ingenio Constancia Railway, 68,4 km lang (762 mm)

### Mexiko
- Ferrocarril de Hornos (610 mm)
- Compañía de Tranvías de Mérida (914 mm)
- Schmalspurbahn Cobos–Furbero, 82 km lang (610 mm)
- Siehe auch: Liste von Feldbahnen in Mexiko

### St. Kitts und Nevis
- St. Kitts Scenic Railway, 29 km lang

### Suriname
- Lawabahn, 1000 mm

### Uruguay
- Ferrocarril La Floresta (500 mm) von La Floresta zum Bahnhof Mosquitos der Estación La Floresta
- Tranvia a vapor del Real de San Carlos (um 1910–1912) in Colonia del Sacramento

### USA
- American Fork Railroad (914 mm, 1872–1878), eine 26 km lange Schmalspurbahn von American Fork nach Forest City in Utah
- Carolwood Pacific Railroad, Kalifornien, 184 mm, stillgelegt
- Cripple Creek and Victor Narrow Gauge Railroad, Colorado, 610 mm
- Cumbres and Toltec Scenic Railroad, 914 mm
- Death Valley Railroad, Kalifornien, 914 mm, stillgelegt
- Durango and Silverton Narrow Gauge Railroad, 914 mm
- Fulton County Narrow Gauge Railway (914 mm), eine 98 km lange Schmalspurbahn im Fulton County, Illinois.
- Gilpin Tramway (610 mm, 1887–1917) 43 Kilometer lange Schmalspur-Grubenbahn bei Black Hawk und Central City im Gilpin County von Colorado
- Grizzly Flats Railroad, Schmalspurbahn des Disney-Animators Ward Kimball hinter seinem Haus in San Gabriel, Kalifornien
- Grove Farm’s Railroad und Lihue Plantation Railroad, 610 mm, Hawaii
- Harbour Springs Railway eine Schmalspur-Waldeisenbahn von Harbor Springs, Michigan zur Little-Traverse-Bucht des Lake Michigan zur Carter's Mill
- Kauai Plantation Railway, Hawaii, 914 mm
- Schmalspurbahn im Camp A. A. Humphreys (610 mm), eine 32 km lange Militärbahn im heutigen Fort Belvoir, Virginia
- Kilauea Sugar Plantation Railway (610 mm 1881–1944) ein 28 km langes Schmalspurbahn-Netz in Kilauea auf der Insel Kauaʻi von Hawaii
- Martha's Vineyard Railroad (914 mm, 1874–1896), eine 14 km lange Schmalspurbahn auf der Insel Martha's Vineyard in Massachusetts
- Michigan AuSable Valley Railroad (406 mm), Parkeisenbahn in Fairview, Michigan
- Midland Beach Railway (um 1903), eine Miniatureisenbahn in Midland Beach, Staten Island
- Morenci Southern Railroad (1901 bis 1922), eine 61 km lange Schmalspurbahn der Detroit Copper Mining Company of Arizona bei Morceni in Arizona
- Mosquito and Coal Creek Logging Railroad, eine 16 km lange private Schmalspur-Waldeisenbahn bei Eufaula im Cowlitz County im Bundesstaat Washington der Vereinigten Staaten
- Nantucket Central Railroad Company (914 mm, 1881–1917) auf der Insel Nantucket in Massachusetts
- Ocean Pier Railway, elektrische Schmalspurbahn in Atlantic City, New Jersey
- Peerless Portland Cement Company Railroad (1067 mm), eine 3,2 km lange Werks-Schmalspurbahn in Union City, Michigan.
- Pineapple Express (914 mm), 3,2 km lange Touristen-Schmalspurbahn auf der Dole-Plantation in Wahiawa(en) auf der Insel Oʻahu des Hawaii-Archipels
- Roaring Camp & Big Trees Railroad, Kalifornien, 914 mm
- Sumner Heights and Hazelwood Valley Railroad (254 mm, ab 1875) bei Boston
- Urbita Lake Railway (457 mm, 1910–1915), im Urbita Springs Park, in San Bernardino (Kalifornien), Kalifornien
- Venice Miniature Railway (457 mm, 1905–1925), eine 2,3 km lange Parkeisenbahn bei Los Angeles in Kalifornien
- Walt Disney World Railroad (914 mm), eine 2,4 km lange mit historischen Dampflokomotiven betriebene Schmalspurbahn in Bay Lake, Florida

## Russland
- Feldbahn der Silikatanlage Tschapajewsk, 750 mm
- Feldbahn Peschelan, 750 mm
- Feldbahn Twer, 750 mm
- Kindereisenbahn Donezk, 750 mm
- Kindereisenbahn Kratowo, 750 mm
- Kindereisenbahn Minsk, 750 mm
- Kindereisenbahn Nischni Nowgorod, 750 mm
- Kindereisenbahn Novosibirsk, 750 mm
- Kindereisenbahn Orenburg, 750 mm
- Kindereisenbahn Juschno-Sachalinsk, 750 mm
- Kindereisenbahn Swerdlowsk, 750 mm
- Museumswaldbahn Scharja, 750 mm
- Schmalspurbahn Karinskaja, 750 mm
- Schmalspurbahn Loyginskaya, 750 mm
- Schmalspurbahn Udimskaja, 750 mm
- Schmalspurbahn Zelennikovskaja, 750 mm
- Schmalspurbahnmuseum Jekaterinburg, 750 mm
- Schmalspurbahnmuseum Pereslawl, 750 mm
- Torfbahn Belnikowskoje
- Torfbahn Gladkoye, 750 mm
- Torfbahn Gorokhovskoye, 750 mm
- Torfbahn Kerschenez, 750 mm
- Torfbahn Kushaverskoye, 750 mm
- Torfbahn Laryan, 750 mm
- Torfbahn Mokeiha-Zybinskoe, 750 mm
- Torfbahn Otvorskoye, 750 mm
- Torfbahn Ronginskoje, 750 mm
- Torfbahn Roslawlskoje, 750 mm
- Torfbahn Wassiljewski Moch, 750 mm
- Waldbahn Alapajewsk, 750 mm
- Waldbahn Belorucheiskaya, 750 mm
- Waldbahn Kobrinskaya, 750 mm
- Waldbahn Konezgorjer, 750 mm
- Waldbahn Nyubskaya, 750 mm
- Waldbahn Oparino, 750 mm
- Waldbahn Pizhemskaja, 750 mm